# نیکلاس جرجسکو-روگن
نیکلاس جورجسکو-روگن (به انگلیسی: Nicholas Georgescu-Roegen)، (زادهٔ ۴ فوریه ۱۹۰۶ – درگذشته ۳۰ اکتبر ۱۹۹۴) ریاضی‌دان، آماردان و اقتصاددان رومانیایی بود. او به‌خاطر کار شاخصش با عنوان قانون آنتروپی و فرایند اقتصادی که در سال ۱۹۷۱ ارائه کرد، شناخته می‌شود. او در این اثر استدلال کرد که منابع طبیعی زمانی که در فعالیت‌های اقتصادی مورد استفاده قرار می‌گیرند به‌طور غیرقابل برگشتی تخریب می‌شوند. جرجسکو-روگن که مؤسس و بنیان‌گذار پارادایمی در اقتصاد با عنوان اقتصاد بوم‌شناختی بود، زیررشته دانشگاهی مستقلی در اقتصاد ایجاد کرد.
چندین اقتصاددان از جرجسکو-روگن به‌عنوان مردی که بسیار جلوتر از زمان خود زندگی کرده‌است یاد کرده‌اند، و برخی از مورخان اندیشه اقتصادی نیز نبوغ کار او را اذعان کرده‌اند. علی‌رغم چنین یادکردهایی، جورجسکو-روگن هرگز جایزه نوبل اقتصاد را دریافت نکرد، اگرچه افرادی از زادگاهش رومانی از طرف او برای این موضوع لابی می‌کردند. پس از مرگ جرجسکو-روگن، کار او توسط یکی از دوستانش ستایش شد: اقتصاددان برجسته کینزی و برنده جایزه نوبل، پل ساموئلسون اظهار داشت که اگر شهرتی که در زمان زندگی جرجسکو-روگن نصیبش نشده، توسط آیندگان به او داده شود، خوشحال خواهد شد.
در تاریخ اندیشه اقتصادی، جرجسکو-روگن اولین اقتصاددانی بود که بر اساس این فرضیه نظریه‌پردازی کرد که تمام منابع معدنی زمین سرانجام در مقطعی از بین خواهند رفت. جرجسکو-روگن در کار شاخص خود استدلال می‌کند که کمبود اقتصادی ریشه در واقعیت فیزیکی دارد. تمام منابع طبیعی در صورت استفاده در فعالیت‌های اقتصادی به‌طور غیرقابل برگشتی تخریب می‌شوند. که گنجایش برد زمین- یعنی ظرفیت زمین برای حفظ جمعیت انسانی و سطح مصرف- در آینده با استخراج و استفاده از ذخایر محدود منابع معدنی، ناگزیر است که کاهش یابد. و در نتیجه، اقتصاد جهانی به سمت یک فروپاشی اجتناب‌ناپذیر در آینده می‌رود، که در نهایت منجر به انقراض نوع انسان می‌شود. با توجه به بدبینی موجود در آثار او، بر اساس مفهوم فیزیکی آنتروپی، موقعیت نظری جرجسکو-روگن و پیروانش بعدها «بدبینی آنتروپی» نامیده شد.
جرجسکو-روگن در اوایل زندگی خود شاگرد جوزف شومپیتر بود که به او آموزش داد که تغییرات تکاملی برگشت‌ناپذیر و «تخریب خلاق» ذات سرمایه‌داری است. جرجسکو-روگن بعدها در زندگی، معلم و مربی هرمان دالی بود، که سپس مفهوم اقتصاد ثابت را توسعه داد تا محدودیت‌های دائمی دولت را بر جریان منابع طبیعی از طریق اقتصاد (جهانی) اعمال کند.
از آن‌جایی که او جریان‌های منابع طبیعی را وارد مدل‌سازی و تحلیل اقتصادی کرد، کار جرجسکو-روگن برای استقرار اقتصاد بوم‌شناختی به‌عنوان یک زیررشته مستقل دانشگاهی در اقتصاد در دهه ۱۹۸۰ شکل گرفت. علاوه بر این، مهار رشد که در اوایل دهه ۲۰۰۰ در فرانسه و ایتالیا شکل گرفت، جرجسکو-روگن را به‌عنوان شخصیت اصلی روشن‌فکر و تأثیرگذار بر جنبش می‌شناسد. در مجموع، تا دهه ۲۰۱۰، جرجسکو-روگن حداقل سه نسل از فعالان اقتصاد، از جمله همتایان معاصر خود، اقتصاددانان جوان‌تر زیست‌محیطی، سازمان‌دهندگان و فعالان بازرشد و سایرین را در سراسر جهان آموزش داده و تحت‌تأثیر قرار داده و الهام‌بخش آن‌ها بوده‌است.
ناتوانی یا عدم تمایل اکثر اقتصاددانان جریان اصلی در شناخت آثار جرجسکو-روگن به این واقعیت نسبت داده شده‌است که بسیاری از کارهای او به‌جای اقتصاد شبیه فیزیک کاربردی است، زیرا کارهای او به‌طور کلی امروزه تدریس و درک می‌شود.
کار ژرژسکو-روگن تا حدودی به‌دلیل اشتباهات ناشی از درک ناکافی او از علم فیزیکی ترمودینامیک تحت‌الشعاع قرار گرفته‌است. این اشتباهات باعث ایجاد بحث‌هایی شده‌است که هم فیزیک‌دانان و هم اقتصاددانان بوم‌شناس را درگیر می‌کند.

## زندگی و جایگاه
زندگی نیکلاس جورجسکو-روگن در قرن بیستم، و از سال ۱۹۰۶ تا ۱۹۹۴ را دربر گرفته‌است. در زادگاهش رومانی، او پیش از فرار از کشور، دو جنگ جهانی و سه دیکتاتوری را پشت سر گذاشت. او که در نیمه دوم زندگی خود در تبعید سیاسی در ایالات متحده زندگی می‌کرد، از دور شاهد ظهور و سقوط سوسیالیسم در رومانی بود. او قبل از این‌که اقتصاد نئوکلاسیک شکل بگیرد، کمک‌های مهم زیادی به اقتصاد نئوکلاسیک انجام داد و اثر برجسته خود را در مورد قانون آنتروپی و فرایند اقتصادی منتشر کرد. اگرچه این کار برای استقرار اقتصاد بوم‌شناختی به‌عنوان یک زیررشته آکادمیک مستقل در اقتصاد تعیین‌کننده بود، اما جرجسکو-روگن ناامید و تلخ از دنیا رفت و از کار پارادایماتیک او در طول زندگی‌اش قدردانی نشد.

### دوران کودکی، نوجوانی و تحصیل
نیکولای جرجسکو در سال ۱۹۰۶ در کنستانسا، رومانی در خانواده‌ای ساده به‌دنیا آمد. پدرش یونانی‌تبار و افسر ارتش بود. مادرش که یک رومانیایی‌تبار بود، معلم خیاطی در یک مدرسه دخترانه بود. پدرش زمانی را صرف آموزش خواندن، نوشتن و محاسبه به او کرد و بذر کنجکاوی فکری را در ذهن پسرش کاشت. مادر نیکولا با کار سخت الگوی زنده‌ای برای سخت‌کوشی بود. پدرش پس از از دست دادن موقعیت خود در ارتش به دلایل انضباطی، زمانی که نیکولا تنها هشت سال داشت درگذشت.

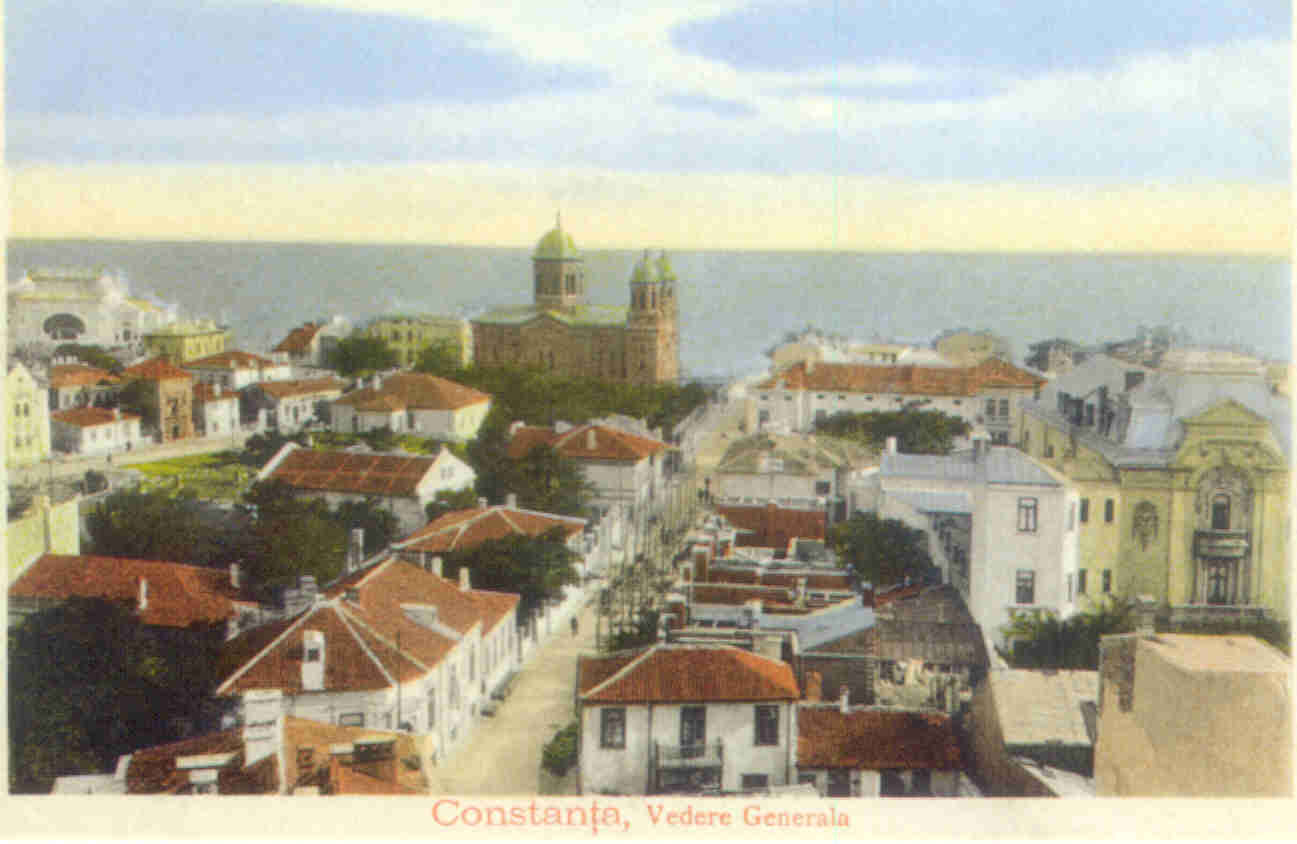
شهر کنستانتا در سال ۱۹۰۹

کنستانسا با ۲۵۰۰۰ نفر جمعیت در آن زمان یک بندر کوچک در دریای سیاه بود. ترکیبی از فرهنگ‌ها و گروه‌های قومی مختلف در شهر، روح نیکولا را از همان سال‌های اولیه‌اش شکل داد. در مدرسه ابتدایی، نیکولا در ریاضیات عالی بود، و معلمی او را تشویق کرد تا برای بورسیه تحصیلی در مدرسه متوسطه، دبیرستان صومعه تپه (به رومانیایی: Lyceum Mânăstirea Dealu)، یک مدرسه جدید آمادگی نظامی در شهر درخواست کند. نیکولای در سال ۱۹۱۶ در آن‌جا بورسیه تحصیلی گرفت، اما با حضور رومانی در جنگ جهانی اول به تعویق افتاد. مادر بیوه او به همراه خانواده به بخارست، پایتخت کشور گریخت، و در طول بقیه جنگ نزد مادربزرگ مادری نیکولا ماندند. در این دوران سخت، نیکولا تجربیات آسیب‌زایی در دوران کودکی و به‌واسطه جنگ داشت. او می‌خواست معلم ریاضی شود، اما به‌سختی می‌توانست به تکالیف مدرسه‌اش ادامه دهد.
پس از جنگ، نیکولا برای ادامه تحصیل به شهر خود بازگشت. استانداردهای تدریس بالا بود و بسیاری از معلمان بعداً استاد دانشگاه شدند، اما نظم و انضباط با تمرینات بدنی نظامی و پوشیدن یونیفورم اجباری شد. دانش‌آموزان مجاز به ترک مدرسه نبودند مگر در تابستان و برای مدت کوتاهی در طول کریسمس و عید پاک. نیکولا ثابت کرد که دانش‌آموز ممتازی است، به‌ویژه در ریاضیات. او تحصیلات متوسطه را که به پایان رساند، و به خاطر ارائه تلاش فوق‌العاده‌ای که داشت، بعداً در زندگی حرفه‌ای‌اش به خوبی به دبیرستان خدمت کرد. او همچنین نظم و انضباط و انزوای رهبانی آن محل را به‌دلیل فروکاست توانایی‌های اجتماعی‌اش مقصر دانست، چیزی که او را در طول زندگی با آشنایان و همکارانش در تضاد قرار می‌داد.
در دبیرستان معلوم شد که نیکولای جورجسکو یک هم‌نام دارد. برای جلوگیری از هر گونه سردرگمی، او تصمیم گرفت یک پسوند به نام خانوادگی خود اضافه کند که از حرف اول و آخر نام کوچکش، به اضافه چهار حرف اول نام خانوادگی خود، هر شش حرف به ترتیب معکوس تشکیل شده‌است. جرجسکو-روگن این پسوند را تا پایان عمر خود حفظ کرد. او بعداً در زندگی خود، نام کوچک خود را به شکل فرانسوی و انگلیسی آن، «نیکولاس» تغییر داد.

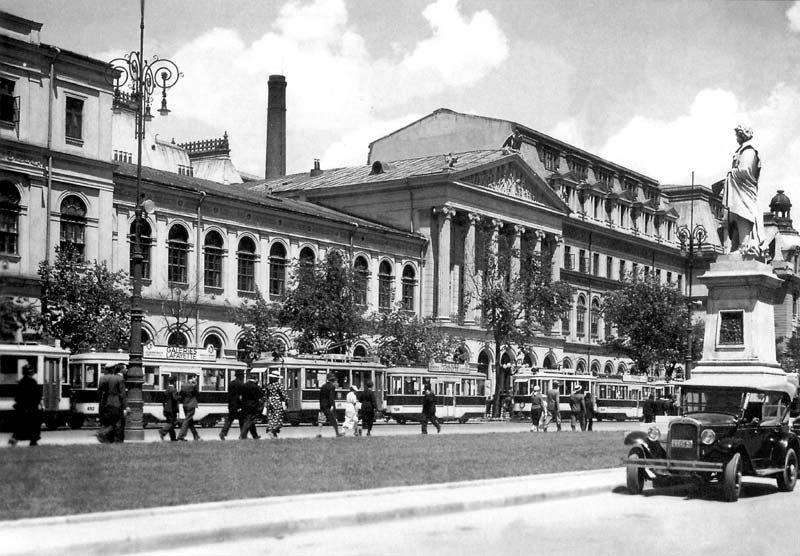
دانشگاه بخارست، ۱۹۲۱

جورجسکو-روگن در سال ۱۹۲۳ دیپلم خود را از دبیرستان دریافت کرد. مدتی بعد در دانشگاه بخارست برای ادامه تحصیل در ریاضیات پذیرفته شد. برنامه درسی و روش‌های تدریس تقریباً همان روش‌هایی بود که در دبیرستان رایج بود. او در دانشگاه با زنی آشنا شد که بعداً تا آخر عمر همسرش شد، اوتیلیا بوسویوک. او برای گذران زندگی در دوران تحصیل، درس‌های خصوصی می‌داد و در مدرسه‌ای خارج از شهر به تدریس می‌پرداخت. پس از فارغ‌التحصیلی در سال ۱۹۲۶، در امتحانی شرکت کرد تا به‌عنوان معلم دبیرستان پذیرفته شود.
جرجسکو-روگن در دانشگاه با یکی از اساتید خود به نام ترایان لالسکو، ریاضی‌دان مشهور، که علاقه خاصی به کاربرد روش‌های ریاضی در اقتصاد و با استفاده از آمار داشت، آشنا شد. لالسکو نگران داده‌های کافی مورد نیاز برای تجزیه و تحلیل اقتصاد رومانی بود، بنابراین جورجسکو-روگن را تشویق کرد تا این خط تحقیقاتی را با مطالعات بیش‌تر در خارج از کشور دنبال کند. جرجسکو-روگن این توصیه را پذیرفت و در سال ۱۹۲۷ به فرانسه رفت تا در مؤسسه آماری سوربن پاریس تحصیل کند.

### تحصیل در پاریس و لندن
اقامت جرجسکو-روگن در پاریس زمینه مطالعاتی او را فراتر از ریاضیات محض گسترش داد. او نه تنها در سخنرانی‌های بهترین استادان آمار و اقتصاد فرانسه شرکت می‌کرد، بلکه در فلسفه علم، به‌ویژه در آثار بلز پاسکال، ارنست ماخ و هانری برگسون غرق شد. زندگی روزمره برای یک دانشجوی خارجی فقیر در یک شهر بزرگ آسان نبود. عایدی ناچیزی که او از رومانی دریافت می‌کرد به سختی می‌توانست حتی اولیه‌ترین مایحتاج او را تأمین کند، و دانشجویان فرانسوی معمولاً به همه دانشجویان خارجی با اصطلاح تحقیرآمیز «غریبه‌ها» اشاره می‌کردند. اما مطالعات او به‌طرز شگفت‌انگیزی پیشرفت کرد: در سال ۱۹۳۰، جرجسکو-روگن از پایان‌نامه دکترای خود در مورد چگونگی کشف اجزای چرخه‌ای یک پدیده دفاع کرد. امیل بورل، یکی از استادان جرجسکو-روگن، به‌قدری از این پایان‌نامه استقبال کرد که آن را به‌عنوان یک شماره ویژه از یک مجله دانشگاهی فرانسوی منتشر کرد.
جرجسکو-روگن در حین تحصیل در پاریس از کار کارل پیرسون در کالج دانشگاهی لندن مطلع شد. پیرسون یک محقق برجسته انگلیسی در آن زمان بود، که کار او با رشته‌ای از علایق جرجسکو-روگن هم‌خوانی داشت، یعنی ریاضیات، آمار، و فلسفه علم. جرجسکو-روگن در ملاقات با خانواده جوان انگلیسی که در پاریس بودند ترتیبی داد تا در خانه آن‌ها اقامت کند و در سال ۱۹۳۱ به انگلستان رفت. در طول اقامتش در لندن، میزبانان او نه تنها جرجسکو-روگن را به‌عنوان میهمان خود پذیرفتند، بلکه اصول اولیه زبان انگلیسی را نیز به‌منظور آمادگی برای تحصیل در این کشور به او آموزش دادند.

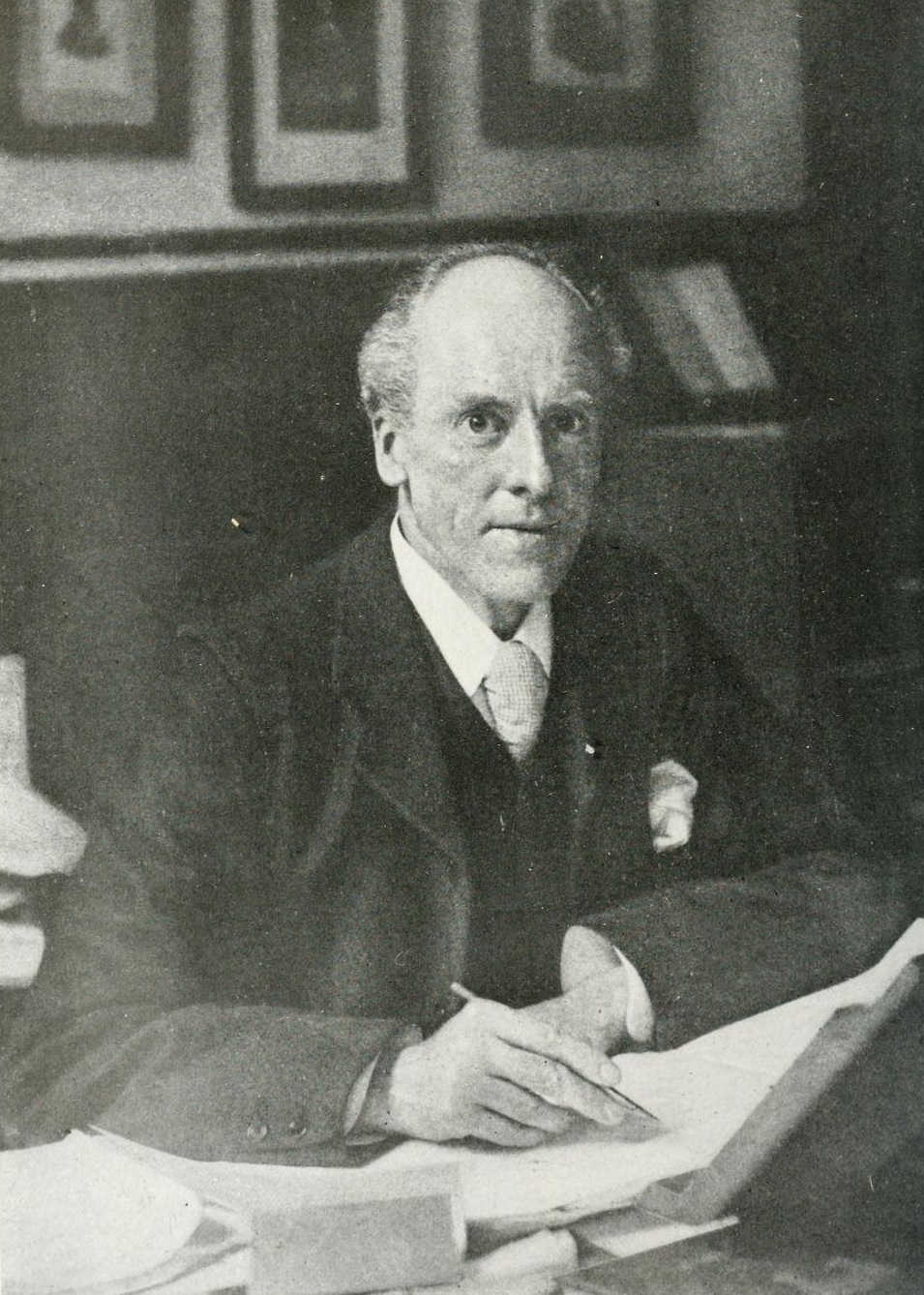
حوزه علایق پیرسون با جرجسکو-روگن هم‌خوانی داشت.

هنگامی که او به پیرسون و سیستم دانشگاهی انگلیسی نزدیک شد، از رفتار خودمانی و صراحتی که پیدا کرد شگفت‌زده شد. دیگر هیچ احساس «غریبه» بودن وجود نداشت. مطالعه با پیرسون برای دو سال بعد و خواندن کار پیرسون در مورد فلسفه علم با عنوان گرامر علم، روش‌شناسی و فلسفه علمی جرجسکو-روگن را بیش‌تر شکل داد. این دو با هم دوست شدند و پیرسون جورجسکو-روگن را تشویق کرد تا مطالعات خود را در زمینه آمار ریاضی ادامه دهد. آن‌ها پیش‌گام تحقیق در مورد مسئله «گشتاور (ریاضیات)» بودند، که یکی از دشوارترین موضوعات آمار در آن زمان بود، اما هیچ‌کدام نتوانستند مسئله را حل کنند. این یک ناامیدی بزرگ برای پیرسون بود، اما جرجسکو-روگن از تلاش مشترکشان راضی بود.
هنگام تحصیل در لندن، نماینده بنیاد راکفلر مستقر در ایالات متحده با جورجسکو روگن تماس گرفت. با توجه به دستاوردهای آکادمیک او، این بنیاد می‌خواست به جورجسکو-روگن یک بورسیه تحقیقاتی در ایالات متحده اعطا کند. او پیش‌تر از به‌کارگیری تجزیه و تحلیل سری‌های زمانی توسط فشارسنج اقتصادی معروف هاروارد در دانشگاه هاروارد مطلع شده بود، بنابراین او این کمک هزینه را پذیرفت. با این حال، سفر حدود یک سال به تعویق افتاد، زیرا او تعهدات مبرم‌تری در رومانی داشت: او باید اولین پروژه سرمقاله ملی خود را به پایان می‌رساند، کتابچه راهنمای ۵۰۰ صفحه‌ای دربارهٔ روش آمار، همچنین باید از مادر پیرش که بیمار بود نیز مراقبت می‌کرد.

### سفر به ایالات متحده، ملاقات با شومپیتر
در پاییز ۱۹۳۴، جرجسکو-روگن به ایالات متحده رفت. با ورود به دانشگاه هاروارد، او متوجه شد که پروژه فشارسنج اقتصادی سال‌ها قبل تعطیل شده بود: این پروژه در پیش‌بینی سقوط وال‌استریت در سال ۱۹۲۹ به‌طور کامل شکست خورده بود، و به کلی کنار گذاشته شده بود. پس از چندین تلاش ناموفق برای یافتن حامی دیگری برای تحقیقات خود، سرانجام موفق شد با استاد چرخه‌های تجاری تدریس دانشگاه ملاقات کند تا ببیند آیا فرصت‌های دیگری برای او وجود دارد یا خیر؛ این استاد یوزف شومپیتر بود.

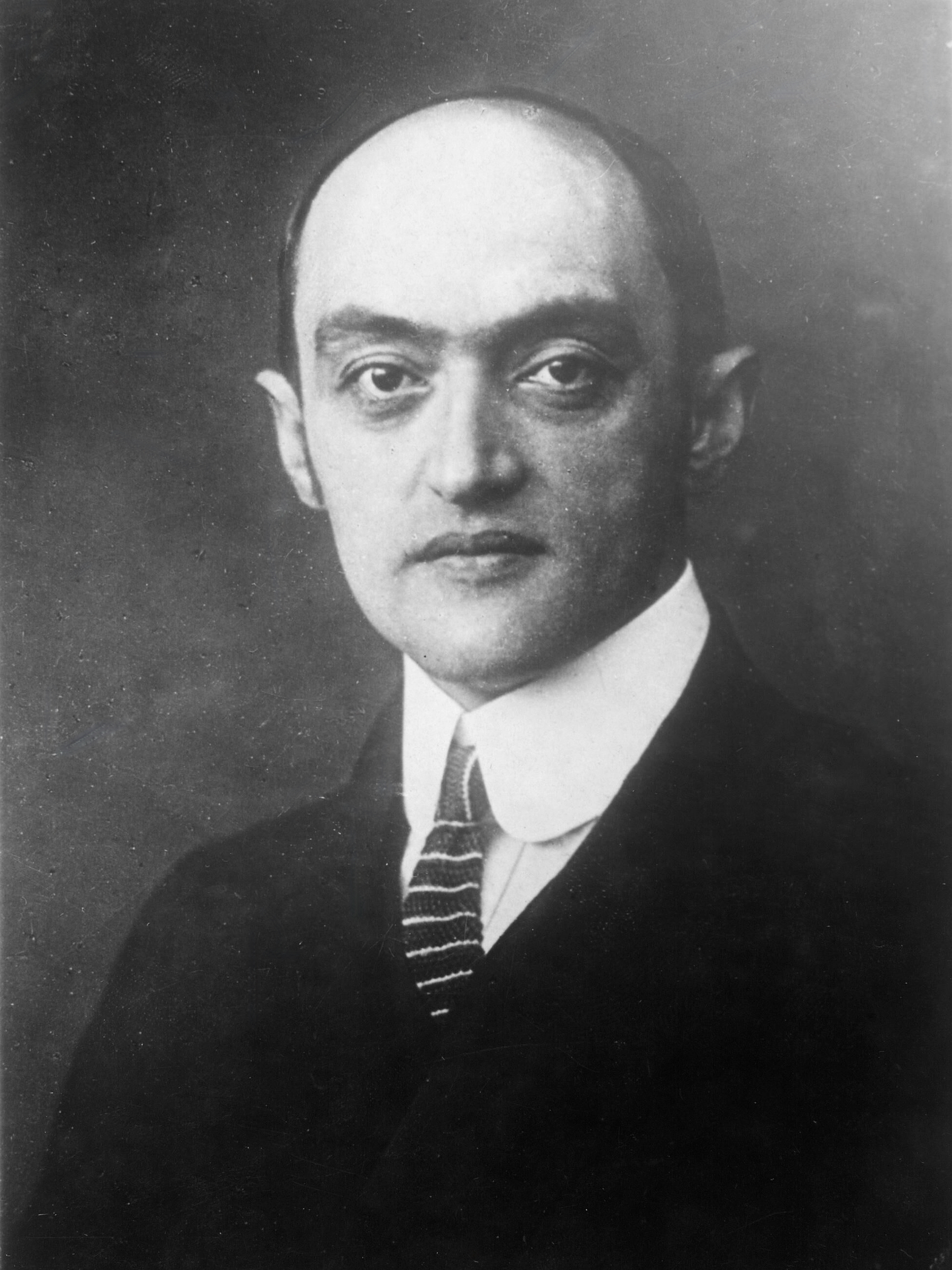
شومپیتر مربی جورجسکو-روگن در هاروارد شد.

ملاقات با شومپیتر در این مرحله مسیر زندگی و حرفه جرجسکو-روگن را کاملاً تغییر داد. شومپیتر به گرمی از جرجسکو-روگن در هاروارد استقبال کرد و او را به گروه «حلقه»، یکی از برجسته‌ترین گروه‌های اقتصاددانی که در آن دانشگاه کار می‌کردند آشنا کرد؛ با افرادی چون واسیلی لئونتیف، اسکار لانگه، فریتز ماخلوپ و نیکلاس کالدور. جرجسکو-روگن اکنون در یک محیط روشن‌فکری هیجان‌انگیز با گردهمایی‌های شبانه هفتگی و بحث‌های آکادمیک غیررسمی قرار داشت، جایی که خود شومپیتر به‌عنوان «استاد این حلقه» ریاست آن را بر عهده داشت. جرجسکو-روگن یک مربی شایسته و دل‌سوز پیدا کرده بود. اگرچه او هرگز به‌طور رسمی در هیچ کلاس اقتصاد ثبت‌نام نکرد، اما به این ترتیب او یک اقتصاددان شد: «شومپیتر مرا به یک اقتصاددان تبدیل کرد… تنها مدرک من در اقتصاد از دانشگاه شومپیتریان (به رومانیایی: Universitas Schumpeteriana) است».
جورجسکو-روگن در هاروارد چهار مقاله مهم منتشر کرد که پایه‌های تئوری‌های بعدی مصرف و تولید را پایه‌ریزی کرد. کیفیت علمی این مقالات شومپیتر را تحت‌تاثیر قرار داد.
سفر جورجسکو-روگن به ایالات متحده تماماً در هاروارد سپری نشد. او موفق شد برای خود و همسرش اوتیلیا کمک‌هزینه‌ای دریافت کند که به آن‌ها امکان داد تا در سراسر کشور سفر کنند و تا کالیفرنیا بروند. از طریق تماس‌های شومپیتر، جرجسکو-روگن این فرصت را داشت که با ایروینگ فیشر، هارولد هتلینگ و دیگر اقتصاددانان برجسته روز ملاقات کند. او همچنین آلبرت انیشتین را نیز در دانشگاه پرینستون ملاقات کرد.
در طول اقامت او، رابطه جورجسکو-روگن با شومپیتر بهتر شد. شومپیتر با درک این‌که جورجسکو-روگن یک محقق جوان آینده‌دار بود، می‌خواست او را در هاروارد نگه دارد. او سمتی در دانشکده اقتصاد به جرجسکو-روگن پیشنهاد کرد و از او خواست که به‌عنوان یک کار مشترک با او بر روی یک رساله اقتصادی کار کند، اما جرجسکو-روگن نپذیرفت. او می‌خواست به رومانی برگردد تا به میهن عقب‌مانده خود خدمت کند، که تا به حال حامی هزینه تحصیلات او را بوده. جرجسکو-روگن در اواخر زندگی خود از رد پیشنهاد سخاوت‌مندانه شومپیتر در آن مرحله از حرفه خود ابراز پشیمانی کرد.
در بهار ۱۹۳۶، جرجسکو-روگن ایالات متحده را ترک کرد. سفر او به رومانی تقریباً یک سال به طول انجامید، زیرا در راه بازگشت به خانه از فردریش هایک و جان هیکس در مدرسه اقتصاد لندن دیدن کرد. او عجله‌ای برای بازگشت نداشت.

### «تبعید» رومانیایی و فرار از آن‌جا
از سال ۱۹۳۷ تا ۱۹۴۸، جرجسکو-روگن در رومانی زندگی می‌کرد، جایی که شاهد همه آشفتگی‌های جنگ جهانی دوم و متعاقب آن به قدرت رسیدن کمونیست‌ها در این کشور بود. در طول جنگ، جورجسکو-روگن تنها برادر خود را به‌دلیل واکنش بدن به واکسن سل از دست داد.
جورجسکو-روگن پس از بازگشت از ایالات متحده به بخارست، به زودی به چندین پست دولتی منصوب شد. پایان‌نامه دکترای او از سوربن و همچنین سایر مدارک تحصیلی او شهرت قابل احترامی را در همه جا برای او به ارمغان آورد و مهارت‌هایش در زبان‌های فرانسوی و انگلیسی در بخش روابط خارجی مورد نیاز بود. او معاون مؤسسه آماری مرکزی شد و مسئول جمع‌آوری داده‌های تجارت خارجی کشور شد. او همچنین در هیئت ملی تجارت، قراردادهای تجاری را با قدرت‌های بزرگ خارجی منعقد کرد. او حتی در مذاکرات دیپلماتیک در مورد تغییر مرزهای ملی رومانی با مجارستان شرکت کرد.
جرجسکو-روگن خود را درگیر سیاست کرد و به حزب ملی دهقانان طرفدار سلطنت پیوست. اقتصاد کشور هنوز توسعه نیافته بود و از طرفی کشور پایگاه کشاورزی وسیعی داشت، اما توده دهقانان در عقب‌ماندگی و فقر زندگی می‌کردند. اگر قرار بود وحشتناک‌ترین نابرابری‌ها بین بخش‌های روستایی و شهری از نظر جمعیت برطرف شود، اصلاحات ارضی اساسی مورد نیاز بود. جرجسکو-روگن تلاش متقاعد کننده‌ای برای این کار انجام داد و به زودی به رده‌های بالاتر حزب ارتقا یافت و به عضویت شورای ملی حزب درآمد.
جرجسکو-روگن در این دوره از زندگی خود کار آکادمیک کمی انجام داد. او به غیر از ویرایش مشترک دایرةالمعارف ملی، دایرةالمعارف رومی، و گزارش وضعیت اقتصادی کشور در برخی از نشریات آماری جزئی، هیچ چیز مهم علمی منتشر نکرد. گرچه او در کشور مادری خود اقامت داشت اما بعدتر، از این دوره از زندگی خود به‌عنوان «تبعید» رومانیایی یاد کرد: تبعید برای او یک دوره فکری بود.

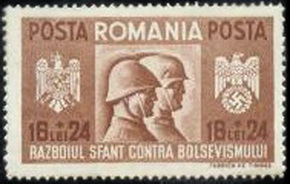
در طول جنگ، رومانی یکی از نیروهای محور بود که با آلمان نازی متحد شده بود «... علیه بلشویسم».

در پایان جنگ، رومانی توسط اتحاد جماهیر شوروی اشغال شد. جرجسکو-روگن که یک مقام دولتی مورد اعتماد و یکی از اعضای برجسته حزب سیاسی بانفوذ بود، به‌عنوان دبیرکل کمیسیون آتش‌بس که مسئول مذاکره در مورد شرایط صلح با قدرت اشغال‌گر بود، منصوب شد. مذاکرات به مدت شش ماه به طول انجامید و بحث‌های طولانی و استرس‌زا را دربر گرفت: در طول بیش‌تر جنگ، با آلمان نازی بود، بنابراین نمایندگان اتحاد جماهیر شوروی با این کمیسیون به‌عنوان چیزی جز ابزاری برای اخذ امتیاز نگاه می‌کردند.

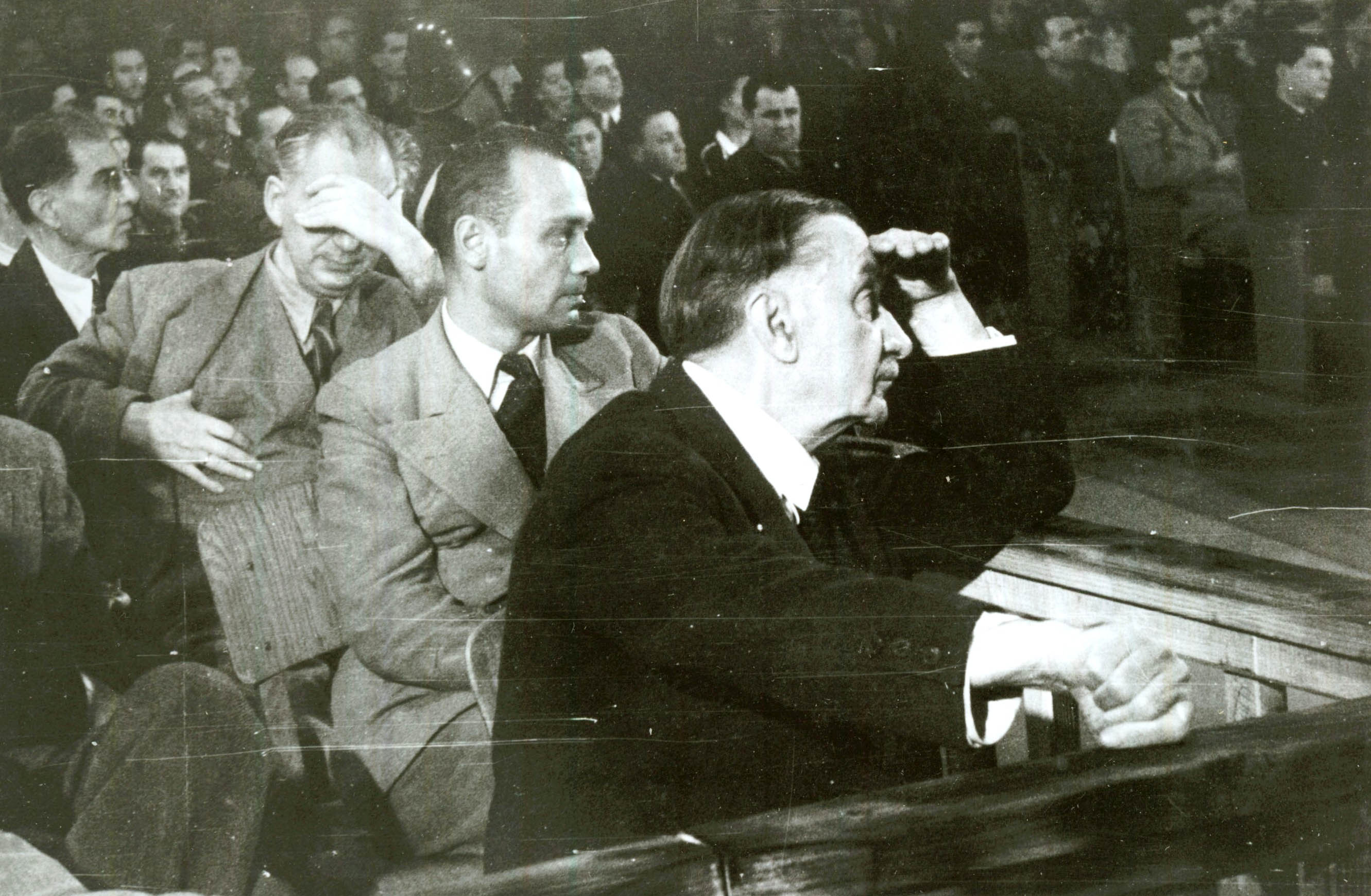
با به قدرت رسیدن کمونیست‌ها، اعضای اصلی حزب ملی دهقانان دستگیر و در سال ۱۹۴۷ محاکمه شدند. بسیاری به حبس ابد محکوم شدند.

پس از جنگ، نیروهای سیاسی در کشور شروع به تجاوز به جرجسکو-روگن کردند. قبل و در طول جنگ، رومانی از سه دیکتاتوری متوالی عبور کرده بود، و چهارمین آن قریب‌الوقوع بود. در کارنامه جرجسکو-روگن برای دشمنی با کمونیست‌های بومی رومانی و مقامات شوروی که هنوز کشور را اشغال کرده بودند موارد زیادی موجود بود: عضویت اصلی او در حزب دهقانان، در مخالفت آشکار با حزب کمونیست. سمت مذاکره‌کننده اصلی در کمیسیون آتش‌بس، دفاع از حاکمیت رومانی در برابر قدرت اشغال‌گر، و وابستگی قبلی او به آمریکای سرمایه‌داری به‌عنوان محقق مؤسسه راکفلر در دانشگاه هاروارد. سرکوب سیاسی در کشور با به قدرت رسیدن کمونیست‌ها تشدید شد و جرجسکو-روگن سرانجام متوجه شد که زمان فرار رسیده‌است: «... من مجبور شدم از رومانی فرار کنم قبل از این‌که به زندانی بیفتم که هیچ‌کس از آن زنده بیرون نیامده است.» با کمک جامعه یهود - او پیش‌تر جان خود را با کمک کردن به یهودیان در طول جریان هولوکاست به خطر انداخته بود - جرجسکو-روگن و همسرش کارت‌های هویت جعلی را در دست گرفتند که عبور آن‌ها از کشور را تضمین می‌کرد، توسط قاچاقچیان و در انبار یک کشتی باری که به سمت ترکیه حرکت می‌کرد، از رومانی خارج شدند.
جورجسکو-روگن که قبلاً برای کارهای رسمی از ترکیه دیدن کرده بود، توانست از ارتباطات خود در آن‌جا استفاده کند تا شومپیتر و لئونتیف را در دانشگاه هاروارد در ایالات متحده در مورد پرواز خود مطلع کند. لئونتیف به جرجسکو-روگن موقعیتی در هاروارد را پیشنهاد داد و مقدمات لازم را برای این زوج پیش از ورودشان به آن‌جا فراهم کرد.

### اقامت در ایالات متحده، سال‌ها در دانشگاه واندربیلت
جورجسکو روگن و همسرش پس از سفری از ترکیه، از راه قاره اروپا، به شربور-اکتویل فرانسه رسیدند و از آن‌جا با کشتی از اقیانوس اطلس عبور کردند. ورود جورجسکو-روگن به هاروارد در تابستان ۱۹۴۸ چیزی شبیه بازگشت او بود. فقط شرایط با آنچه در دهه ۱۹۳۰ بود بسیار متفاوت بود. او یک پناهنده سیاسی میان‌سال بود که از دیکتاتوری کمونیستی پشت پرده آهنین گریخته بود. او در هاروارد مورد استقبال قرار گرفت و به‌عنوان مدرس و همکار پژوهشی استخدام شد، با واسیلی لئونتیف در پروژه تحقیقات اقتصادی هاروارد و موضوعات دیگر همکاری کرد.
زمانی که در هاروارد کار می‌کرد، دانشگاه واندربیلت با جورجسکو روگن تماس گرفت و به او یک کرسی دائمی به‌عنوان استاد اقتصاد پیشنهاد داد. جورجسکو-روگن این پیشنهاد را پذیرفت و در سال ۱۹۴۹ به واندربیلت در نشویل، تنسی نقل مکان کرد. گفته می‌شود که تصمیم جرجسکو-روگن برای انتقال از هاروارد به ماندگاری و ثبات واندربیلت (دانشگاهی با اعتبار کمتر ناشی از تجربیات نامطمئن دوران جنگ و احساس ناامنی او به‌عنوان یک پناهنده سیاسی در کشور جدیدش بوده‌است. همچنین استدلال شده‌است که جوزف شومپیتر در این مرحله بیش‌تر نفوذ سابق خود را از دست داده بود که می‌توانست موقعیت دائمی جورجسکو-روگن را در هاروارد تضمین کند (شومپیتر در سال ۱۹۵۰ درگذشت). جورجسکو-روگن تا زمان بازنشستگی در سال ۱۹۷۶ در سن ۷۰ سالگی در واندربیلت ماند. به جز سفرهای کوتاه، او دیگر هرگز نشویل را ترک نمی‌کرد.

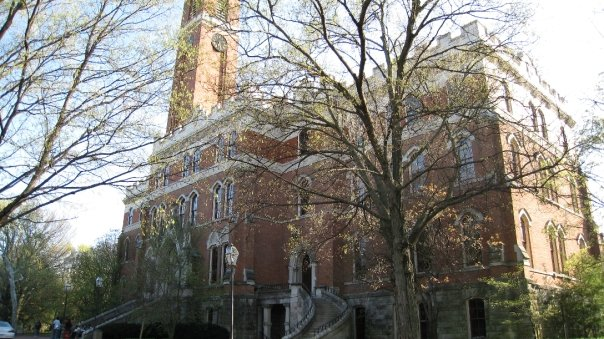
دانشگاه واندربیلت

جرجسکو-روگن در طول سال‌های تحصیل در دانشگاه واندربیلت، کارهای آکادمیک چشم‌گیری را دنبال کرد. او قرار ملاقات‌ها و بازدیدها و کمک‌هزینه‌های تحقیقاتی متعددی را در سرتاسر قاره‌ها برگزار کرد و به‌عنوان سردبیر مجموعه‌ای از مجلات دانشگاهی از جمله اکونومتریکا (Econometrica) خدمت کرد. او چندین افتخار آکادمیک، از جمله جایزه برجسته هاروی برانسکامب، که در سال ۱۹۶۷ توسط کارفرمایش، دانشگاه واندربیلت، اعطا شد، دریافت کرد. در سال ۱۹۷۱، درست در همان سالی که اثر بزرگ او منتشر شد، به‌عنوان عضو ممتاز انجمن اقتصادی آمریکا تجلیل شد.
در اوایل دهه ۱۹۶۰، جرجسکو-روگن به‌عنوان استاد هرمان دالی بود. دالی بعداً به یک اقتصاددان برجسته زیست‌محیطی و همچنین وفادارترین، پی‌گیرترین و تأثیرگذارترین طرف‌دار اقتصاد جرجسکو-روگن در بین اقتصاددان‌ها تبدیل شد. با این حال، جرجسکو-روگن، بعدتر از کار شاگردش انتقاد کرد.
انتشار اثر بزرگ جرجسکو-روگن در سال ۱۹۷۱ هیچ بحث مهمی را به دنبال نداشت، و تنها بررسی آن در یک مجله جریان اصلی در مورد «گزاره‌های نادرست و تعمیم‌های فلسفی» ارائه شده و توسط نویسنده هشدار داده شد. اما جرجسکو-روگن چهار بررسی مثبت از اقتصاددانان دگرگرا و تکاملی دریافت کرد.

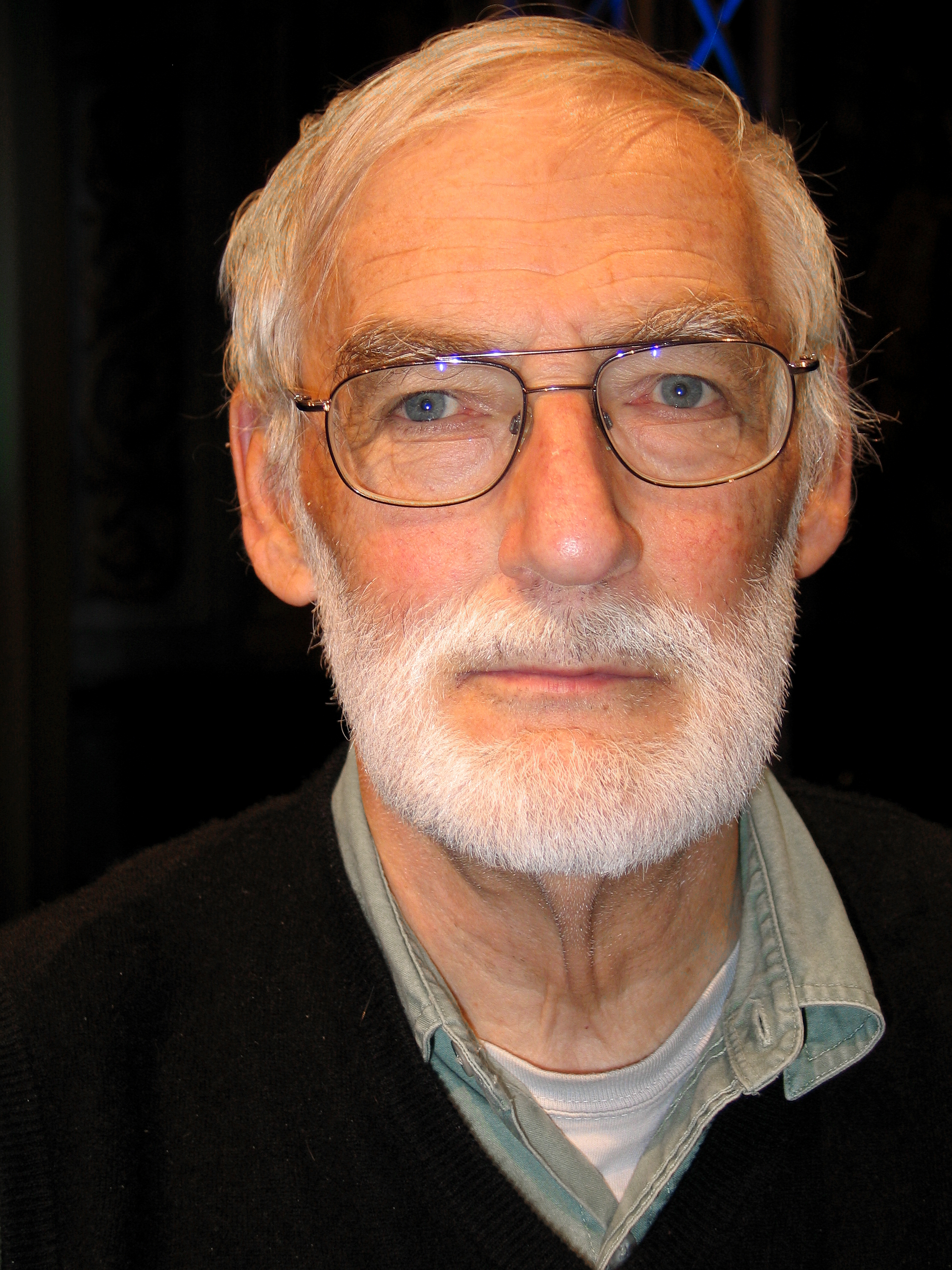
میدوز مدیر پروژه باشگاه رم در مؤسسه فناوری ماساچوست (MIT) در سال‌های ۱۹۷۰–۱۹۷۲ بود.

در طول دهه ۱۹۷۰، جرجسکو-روگن همکاری کوتاه مدتی با پروژه باشگاه رم در مؤسسه فناوری ماساچوست (MIT) داشت. در حالی که کار بزرگ خود ژرژسکو-روگن تا حد زیادی مورد توجه اقتصاددانان جریان اصلی (نئوکلاسیک) قرار نگرفت، گزارش محدودیت‌های رشد، که در سال ۱۹۷۲ توسط پروژه باشگاه رم منتشر شد، غوغایی در حرفه اقتصاد ایجاد کرد. در جنجال‌های داغی که پس از این گزارش رخ داد، جرجسکو-روگن تا حد زیادی خود را در کنار پروژه و مخالف اقتصاددانان جریان اصلی یافت. با یک متحد، او به پروژه نزدیک شد و به عضویت آن‌جا درآمد. کار تئوریک جرجسکو-روگن به‌طور قابل‌توجهی بر پروژه تأثیر گذاشت. یکی دیگر از نتایج مهم این همکاری، انتشار مقاله جدل‌برانگیز در مورد انرژی و اسطوره‌های اقتصادی بود، جایی که جرجسکو-روگن با اقتصاددانان جریان اصلی و مناظره‌کنندگان مختلف دیگر به چالش کشیده شد. این مقاله در دهه ۱۹۷۰ مخاطبان زیادی پیدا کرد. بعدها، همکاری با باشگاه کاهش یافت: جرجسکو-روگن پروژه باشگاه را به دلیل اتخاذ نکردن موضع سیاسی قطعی ضدرشد مورد سرزنش قرار داد. او همچنین نسبت به شیوه نخبه‌گرایانه و تکنوکرات باشگاه در تلاش برای نظارت و هدایت واقعیت اجتماعی جهانی با ساختن شبیه‌سازی‌های رایانه‌ای انتزاعی متعدد از اقتصاد جهانی، و سپس انتشار همه یافته‌ها برای عموم مردم، بدبین بود. در اوایل دهه ۱۹۸۰، دسته‌های پروژه از هم جدا شدند. (در زیر بخوانید)

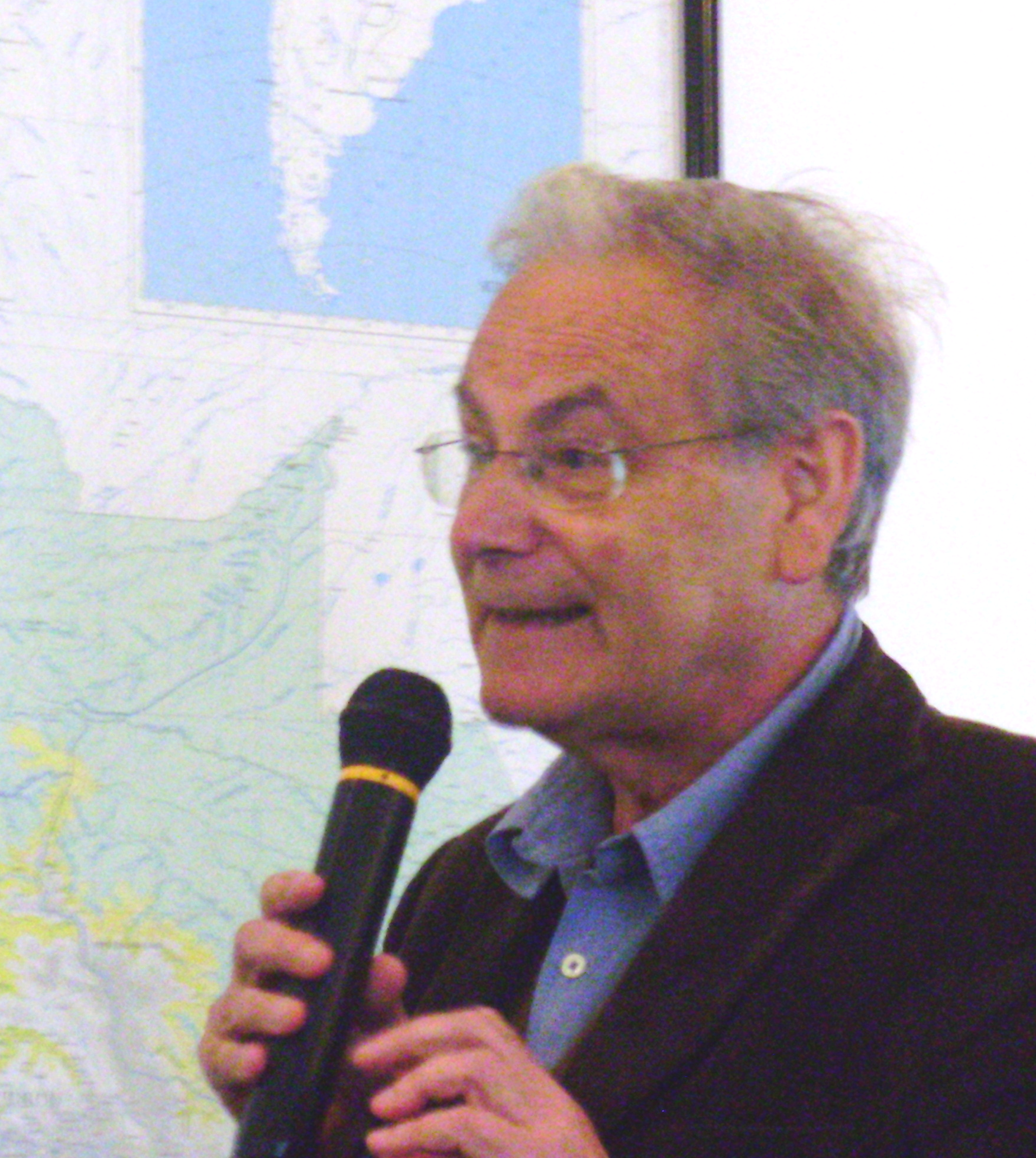
مارتینز آلیه یک نیروی محرکه در پشت سر اقتصاد اکولوژیکی و جنبش رشد زدایی بوده‌است. او همچنین مطالعه‌ای تاریخی دربارهٔ نظریه‌پردازان مختلف بوم‌شناختی پیش از جرجسکو-روگن منتشر کرده‌است.

جرجسکو-روگن و کارهایش از دهه ۱۹۷۰ در قاره‌ای اروپا نفوذ پیدا کردند. هنگامی که جرجسکو-روگن در سال ۱۹۷۴ در دانشگاه ژنو در سوئیس سخنرانی کرد، تأثیر ماندگاری بر مورخ و فیلسوف فرانسوی جوان و تازه فارغ‌التحصیل‌شده ژاک گرینوالد گذاشت. همکاری و دوستی متعاقب آن دو منجر به ترجمه فرانسوی منتخبی از مقالات جرجسکو-روگن با عنوان رشدزدایی فردا: آنتروپی – اکولوژی – اقتصاد (به فرانسوی: Demain la décroissance: Entropie – Écologie – Économie) شد که در سال ۱۹۷۹ منتشر شد. مقاله جرجسکو-روگن در مورد انرژی و اسطوره‌های اقتصادی، مشابه مشارکت او با پروژه باشگاه رم، نقش مهمی در انتشار دیدگاه‌های او در میان پیروان بعدی مهار رشد داشت. در دهه ۱۹۸۰، جرجسکو-روگن با خوان مارتینز آلیه، اقتصاددان کشاورزی و مورخ اندیشه اقتصادی کاتالانی آشنا شد و با او دوست شد، که پس از مدت کوتاهی به نیروی محرکه‌ای در تأسیس انجمن بین‌المللی اقتصاد اکولوژیکی و جنبش مهار رشد تبدیل شد. از زمانی که جنبش مهار رشد در فرانسه و ایتالیا در اوایل دهه ۲۰۰۰ شکل گرفت، سرژ لاتوش، قهرمان برجسته فرانسوی جنبش، جرجسکو-روگن را به‌عنوان «منبع نظری اصلی رشد مجدد» می‌داند. به همین ترتیب، مائورو بونایوتی، نظریه‌پرداز ایتالیایی رشدزدایی، کار جرجسکو-روگن را «یکی از پایه‌های تحلیلی دیدگاه رشدزدایی» می‌داند.
جرجسکو-روگن جدا از مشارکت با پروژه باشگاه رم و چند محقق اروپایی، در طول سال‌ها در واندربیلت مردی تک‌رو باقی ماند. او به ندرت در مورد کار مداوم خود با همکاران و دانش‍جویان صحبت می‌کرد، و در طول کار خود در پروژه‌های مشترک بسیار کمی همکاری داشت. علاوه بر این، چندین منبع مستقل این مشاهدات را تأیید می‌کنند که شخصیت سازش‌ناپذیر و بدخلقی جرجسکو-روگن او را به شخص آشنای نسبتاً ناخوشایندی تبدیل کرده‌است. رفتار بی‌پرده و مطالبه‌گرانه او بیشتر افراد در دانشگاه و جاهای دیگر را آزار می‌داد و در نتیجه نفوذ و جایگاه او را تضعیف می‌کرد.
در بازنشستگی رسمی جرجسکو-روگن در سال ۱۹۷۶، سمپوزیومی به افتخار او توسط سه نفر از همکارانش در واندربیلت ترتیب داده شد و مقالات ارائه شده در آن‌جا بعدتر به‌عنوان گلچین منتشر شد. کمتر از چهار برنده جایزه نوبل در میان اقتصاددانان مشارکت‌کننده بودند. اما هیچ‌یک از همکاران دپارتمان جرجسکو-روگن در واندربیلت شرکت نکردند، واقعیتی که از آن زمان به‌عنوان شاهدی بر انزوای اجتماعی و آکادمیک او در آن مکان تلقی می‌شود.

### بازنشستگی، سال‌های بعد، و مرگ
پس از بازنشستگی رسمی جرجسکو-روگن از واندربیلت در سال ۱۹۷۶، او تا زمان مرگش در سال ۱۹۹۴ بازنشسته‌ای بود که در خانه خود در نشویل به زندگی و کار ادامه داد. در این سال‌های بعد، او چندین مقاله نوشت و دیدگاه‌های خود را گسترش و توسعه داد. او همچنین با دوستان معدود و همکاران سابق خود مکاتبات زیادی داشت.
در سال ۱۹۸۸، جرجسکو-روگن برای پیوستن به هیئت تحریریه مجله دانشگاهی تازه‌تأسیس اکولوژیکال اکونومیکز (Ecological Economics)، که توسط انجمن بین‌المللی اقتصاد اکولوژیکی منتشر شده بود، دعوت شد. اما اگرچه اکثر افرادی که مجله را سازمان‌دهی می‌کردند کار جرجسکو-روگن را می‌شناختند و آن را تحسین می‌کردند، او دعوت را رد کرد: او هم مجله و هم جامعه را چیزی جز ابزاری برای ترویج مفاهیمی مانند توسعه پایدار و اقتصاد پایدار نمی‌دانست. مفاهیمی را که او خودش به‌عنوان نادرست رد می‌کرد. جرجسکو-روگن اهداف بلندپروازانه‌تری را در سر داشت: او می‌خواست پارادایم غالب، اما معیوب، جریان اصلی اقتصاد نئوکلاسیک را با «اقتصاد زیستی» خود واژگون و جایگزین کند. کاهش مقیاس (رشدزدایی) اقتصاد سریع.
جرجسکو-روگن به اندازه کافی عمر کرد تا از دیکتاتوری کمونیستی در رومانی که در اوایل زندگی خود از آن فرار کرده بود جان سالم به در برد. او حتی دیرتر از سرزمین پدری خود به رسمیت شناخته شد: در پی فروپاشی دیوار برلین و متعاقب آن انقلاب رومانی در سال ۱۹۸۹، جورجسکو-روگن به عضویت آکادمی رومانیایی در بخارست انتخاب شد. او از انتخاب خود راضی بود.
سال‌های آخر او با گوشه‌گیری و کناره‌گیری از دنیا همراه بود. جرجسکو-روگن یک پیرمرد بود. اگرچه گذشته حرفه‌ای آکادمیک، سازنده و موفق را پشت سر داشت، اما از این‌که کارش آن‌طور که در طول زندگی انتظار داشت، منتشر و شناخته نشد، ناامید بود. او معتقد بود که مدت‌هاست علیه جریانی می‌دویده‌است. جرجسکو-روگن در حالی که خود را به یک بدشانس و شهید افسانه‌ای علم، از دوران رنسانس ایتالیا تشبیه می‌کرد، شکایت داشت و این مثل معروف را به‌کار می‌برد: «و هنوز در حرکت است (به ایتالیایی: E pur si muove) این مثل به گالیله نسبت داده می‌شود، از طرفی گفته می‍شود که این کلمات آخرین کلماتی بودند که توسط جووردانو برونو در سوزانه شدن گفته‌است!» او متوجه شده بود که در کار و زندگی، در هشدار دادن به عموم مردم و تغییر نظر مردم در مورد فرسودگی منابع معدنی که بسیار نگران آن بود، شکست خورده‌است. او سرانجام دریافت که بدبینی فلسفی‌ای که دارد ممکن است موضعی باشد که مورد پسند روشن‌فکرانی مانند خودش باشد، اما از چنین موضعی مانند یک تابو در فرهنگ گسترده‌تر بشری اجتناب می‌شود: «[شخص] بدبین تلقی می‌شود و با دیده حامل اخبار بد به او نگاه می‌شود. و… هرگز مورد استقبال قرار نمی‌گیرد…» با این حال، علیرغم ناامیدی و سرخوردگی عمیق خود، تا زمانی که از نظر جسمی قادر به انجام کار بود، به نوشتن و تبلیغ نظرات خود ادامه داد.
در پایان وضعیت سلامتی او رو به وخامت گذاشت، و نسبتاً ناشنوا شد و عوارض ناشی از دیابت او را ناتوان از بالا رفتن از پله‌ها کرده بود. در سال‌های پایانی زندگی خود را کاملاً منزوی کرد. او تمام تماس‌ها را قطع کرد، حتی با همکاران و دانشجویان سابقش که از سهم او در اقتصاد قدردانی می‌کردند. او در سن ۸۸ سالگی به تلخی و (تقریبا) تنها در خانه‌اش درگذشت. همسرش اوتیلیا حدود چهار سال بعد از او زنده ماند. این زوج فرزندی نداشتند. به درخواست او، خاکسترش به رومانی برده شد و در گورستان بلو، در بخشی که برای دانشگاهیان در نظر گرفته شده‌است، به خاک سپرده شد.
هرمان دالی در مقاله ترحیم خود در مورد جرجسکو-روگن، به‌طرز تحسین‌برانگیزی از معلم و مربی درگذشته خود نوشت و به این نتیجه رسید که «آنچه او به دیگران اعطا کرد بیش از مطالباتی بود که داشت.» در مقاله ترحیم دیگری، جرجسکو-روگن به دلیل «نوآوری و اهمیت مشارکت‌هایش» مورد ستایش قرار گرفت، که به همین دلیل باید جایزه نوبل اقتصاد را دریافت می‌کرد.

## حرفه
جرجسکو-روگن در کار خود به‌عنوان یک اقتصاددان تحت تأثیر فلسفه ارنست ماخ و مکتب پوزیتیویسم منطقی برگرفته از ماخ قرار گرفت. جرجسکو-روگن دریافت که دو منبع اصلی الهام او، یعنی کارل پیرسون و آلبرت انیشتین، نیز دیدگاهی عمدتاً ماچیان داشتند. «فلسفه من در روح ماچیان است: این فلسفه… دربارهٔ مشکل بازنمایی تحلیلی معتبر از روابط بین حقایق مربوط می‌شود.» بسیاری از انتقادات او هم از اقتصاد نئوکلاسیک و هم از مارکسیسم بر اساس این دیدگاه بود.
پس از جنگ جهانی دوم به ایالات متحده آمد؛ پیشینه جورجسکو-روگن به زودی او را در تضاد با مکتب نظری غالب اقتصاد نئوکلاسیک قرار داد. او که در رومانی، با اقتصادی توسعه نیافته و تحت سلطه دهقانان زندگی می‌کرد، دریافت که اقتصاد نئوکلاسیک تنها می‌تواند شرایط اجتماعی حاکم بر اقتصادهای پیشرفته سرمایه‌داری را توضیح دهد، و نه در سایر محیط‌ها. او همچنین از استفاده روزافزون از فرمالیسم جبری انتزاعی که بر هیچ واقعیتی از واقعیت اجتماعی مبتنی نیست انتقاد داشت. هر دوی این مسائل او را به پدیده‌های اجتماعی که توسط تحلیل‌های اقتصادی نئوکلاسیک جریان اصلی نادیده گرفته می‌شد یا نادرست معرفی می‌شد، جلب کرد.
عنوان شده که مسیر کار جرجسکو-روگن در تئوری محض در سال‌های اولیه، از طریق نوشته‌های او دربارهٔ اقتصاد دهقانان در دهه ۱۹۶۰ می‌گذرد، که منجر به اشتغال او به آنتروپی و اقتصاد زیستی در ۲۵ سال آخر زندگی‌اش شد.

### اثر بزرگی در قانون آنتروپی و فرایند اقتصاد
با توجه به خاطرات خود جرجسکو-روگن، ایده‌های ارائه‌شده در کار بزرگ پارادایمی او در طی یک دوره بیست ساله یا بیش‌تر، قبل از انتشار نهایی در ذهن او کاشته شده‌است. سه منبع مهم الهام‌بخش کار او، تک‌نگاری امیل بورل در مورد ترمودینامیک بود، که در حین تحصیل در پاریس خوانده بود. دیدگاه یوزف شومپیتر مبنی بر این‌که تغییرات تکاملی برگشت‌ناپذیر ذاتی سرمایه‌داری هستند. و سابقه تاریخی رومانیایی از تبدیل شدن پالایشگاه‌های نفتی در پلویشت به هدف حملات نظامی استراتژیک در هر دو جنگ جهانی، که اهمیت منابع طبیعی را در درگیری‌های اجتماعی ثابت می‌کند.

#### کاستی‌های اقتصاد نئوکلاسیک و مارکسیسم
جرجسکو-روگن بیان می‌کند که هر دو جریان اصلی تفکر اقتصادی از پایان قرن نوزدهم بر جهان تسلط داشته‌اند. - یعنی اقتصاد نئوکلاسیک و مارکسیسم- و این یعنی کاستی و عدم توجه به اهمیت منابع طبیعی در اقتصاد انسان. از این رو، جرجسکو-روگن خود را درگیر نبردی فکری با دو جبهه می‌کند.

#### ارتباط ترمودینامیک با اقتصاد
تئوری فیزیکی ترمودینامیک بر دو قانون استوار است: قانون اول بیان می‌کند که انرژی در هیچ سیستم مجزایی نه ایجاد می‌شود و نه از بین می‌رود (یک اصل بقا). قانون دوم ترمودینامیک - که با نام قانون آنتروپی شناخته می‌شود - بیان می‌کند که در یک سیستم ایزوله، آنتروپی، معیاری از بی‌نظمی در یک سیستم، معمولاً نمی‌تواند کاهش یابد.
جرجسکو-روگن استدلال می‌کند که ارتباط ترمودینامیک با اقتصاد از این واقعیت فیزیکی ناشی می‌شود که انسان نه می‌تواند ماده یا انرژی را ایجاد کند و نه نابود کند، بلکه فقط آن را تغییر می‌دهد. اصطلاحات معمول اقتصادی «تولید» و «مصرف» قراردادهای کلامی صرفی هستند که تمایل دارند این نکته را القا کنند که هیچ چیزی در فرایند اقتصادی ایجاد نمی‌شود و چیزی از بین نمی‌رود. - همه چیز در حال تغییر است.
ترمودینامیک از طریق فرضیه مرگ گرمایی جهان با کیهان‌شناسی ارتباط دارد. جرجسکو-روگن دگرگونی انرژی را می‌بیند - چه در طبیعت و چه در جامعه انسانی - با مشاهده نزدیک‌تر شدن جهان به سمت وضعیت نهایی فیزیکی بی‌اثر، یکنواختی آماری و حداکثر آنتروپی. جرجسکو-روگن با الهام از کیهان‌شناسی استدلال می‌کند که فعالیت‌های اقتصادی بشر بازه زمانی مرگ گرمای سیاره‌ای را در سطح محلی روی زمین کوتاه می‌کند. این دیدگاه در مورد اقتصاد بعدها «بدبینی آنتروپی» نامیده شد. برخی از پیروان و مفسران جرجسکو-روگن این دیدگاه را به تفصیل بیان کرده‌اند.

#### مفاهیم کمبود
استدلال اصلی جرجسکو-روگن این است که کمبود اقتصادی ریشه در واقعیت فیزیکی دارد. جرجسکو-روگن با معرفی اصطلاح «آنتروپی کم» برای منابع طبیعی ارزش‌مند و اصطلاح «آنتروپی بالا» برای زباله‌ها و آلودگی‌های بی‌ارزش توضیح می‌دهد که تمام فرایند اقتصادی از دیدگاه فیزیکی تبدیل آنتروپی کم به آنتروپی بالا است. از این طریق جریانی از منابع طبیعی را برای زندگی مردم فراهم می‌کند. برگشت‌ناپذیری این فرایند اقتصادی دلیل کم‌یاب شدن منابع طبیعی است: بازیافت منابع مادی ممکن است، اما تنها با استفاده از مقداری منابع انرژی به اضافه مقدار اضافی دیگری از منابع مادی. و منابع انرژی، به نوبه خود، به هیچ‌وجه قابل بازیافت نیستند، اما به‌عنوان گرمای هدر رفته (طبق قانون آنتروپی) دفع می‌شوند.

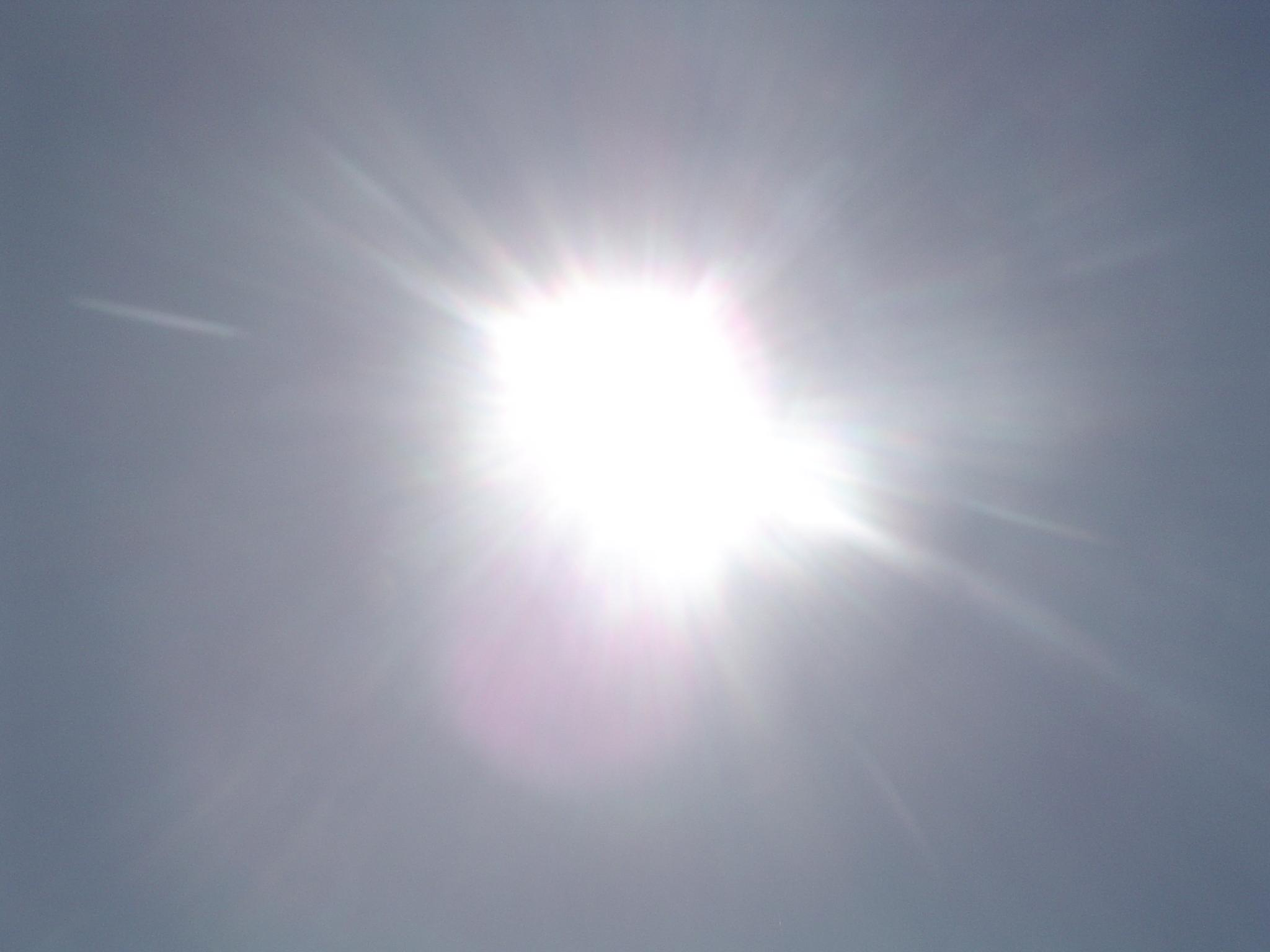
خورشید تا میلیاردها سال آینده هم‌چنان بر روی زمین می‌درخشد.

جرجسکو-روگن اشاره می‌کند که زمین یک سیستم بسته به معنای ترمودینامیکی کلمه است: زمین انرژی را مبادله می‌کند، اما ماده را با بقیه جهان مبادله نمی‌کند. از این رو، عمدتاً دو منبع آنتروپی کم در دسترس انسان است، یعنی ذخایر منابع معدنی در پوسته زمین، و جریان تابش دریافت‌شده از خورشید. از آن‌جایی که خورشید تا میلیاردها سال آینده به درخشش خود ادامه خواهد داد، ذخایر معدنی زمین یکی از این دو منبع اصلی آنتروپی پایین کمیاب‌تر است. در حالی که ممکن است ذخایر مواد معدنی از پوسته زمین با سرعتی که خود ما انتخاب می‌کنیم استخراج شود، جریان تابش خورشیدی با سرعت ثابت به سطح زمین می‌رسد که خارج از کنترل انسان است. این «عدم تقارن» طبیعی بین دست‌رسی انسان به ذخایر مواد معدنی و جریان انرژی خورشیدی، تقابل تاریخی بین زندگی شهری و روستایی را نشان می‌دهد: زندگی پرمشغله شهری، از یک سو، با صنعتی شدن و استخراج مواد معدنی مرتبط است؛ از سوی دیگر، زندگی آرام روستایی با کشاورزی و دریافت صبورانه جریان ثابت انرژی خورشیدی همراه است. جرجسکو-روگن استدلال می‌کند که این «عدم تقارن» به تبیین انقیاد تاریخی روستا توسط شهر از آغاز تمدن کمک می‌کند، و کارل مارکس را انتقاد می‌کند که این انقیاد را به‌درستی در نظریه ماتریالیسم تاریخی خود در نظر نگرفته‌است.

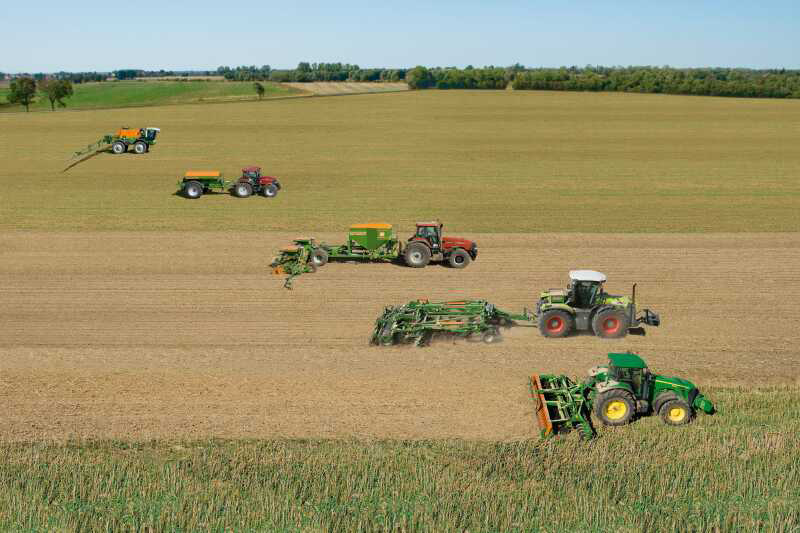
کشاورزی مکانیزه مدرن به‌شدت به نهاده‌های معدنی متکی است.

جرجسکو-روگن توضیح می‌دهد که کشاورزی مکانیزه مدرن از نظر تاریخی در نتیجه فشار فزاینده جمعیت بر زمین‌های قابل کشت توسعه یافته‌است. اما کاهش این فشار با استفاده از مکانیزاسیون تنها منبع کمیاب‌تر ورودی را جایگزین ورودی فراوان‌تر تابش خورشیدی کرده‌است: ماشین‌آلات، کودهای شیمیایی و آفت‌کش‌ها همگی برای کارکرد خود به منابع معدنی متکی هستند و کشاورزی مدرن را پیش می‌برند. - و سیستم‌های صنعتی پردازش و توزیع مواد غذایی مرتبط با آن - تقریباً به همان اندازه که بخش صنعت همیشه به ذخایر معدنی زمین وابسته بوده‌است. جورجسکو-روگن هشدار می‌دهد که این وضعیت دلیل اصلی کاهش گنجایش برد زمین است. در واقع، ازدیاد جمعیت روی زمین تا حد زیادی یک پدیده درازمدت پویا است که محصول جانبی کمبودهای معدنی محدودتر است.

#### فرایند تولید و مدل جریان صندوق
مدل اقتصاد جرجسکو-روگن ناشی از نارضایتی او از نظریه تابع تولید و همچنین مدل داده-ستانده اقتصاد است که توسط واسیلی لئونتیف، برنده جایزه نوبل ایجاد شد. جرجسکو-روگن متوجه شد که تولید را نمی‌توان به اندازه کافی با موجودی تجهیزات و موجودی‌های دیگر یا فقط با جریان ورودی‌ها و خروجی‌ها توصیف کرد. ترکیب این دو توصیف ضروری بود. برای تکمیل تصویر، لازم بود مفهوم جدید «صندوق» نیز اضافه شود.
در مدل تولید جرجسکو-روگن، یک عامل صندوق یا نیروی کار، زمین کشاورزی، یا سرمایه ساخت بشر است که خدمات مفیدی را در هر مقطع زمانی ارائه می‌کند. عامل «ذخایر» یک ماده یا انرژی ورودی است که می‌تواند به دل‌خواه جمع شود. یک عامل «جریان» سهامی است که در یک دوره زمانی پخش شده‌است. عوامل صندوق عوامل فرایند اقتصادی را تشکیل می‌دهند و عوامل جریان توسط این عوامل استفاده یا عمل می‌کنند. برخلاف عامل سهام، فاکتور صندوق را نمی‌توان به دل‌خواه مورد استفاده قرار داد یا انباشته کرد، زیرا نرخ بهره‌برداری از آن به ویژگی‌های فیزیکی متمایز صندوق بستگی دارد (مثلاً نیروی کار و زمین‌های زراعی ممکن است در صورت مناسب بودن، خطر استفاده بیش از حد و فرسودگی را داشته باشند).

منابع طبیعی از طریق اقتصاد جریان می‌یابد و در نهایت به زباله و آلودگی تبدیل می‌شود.

بر خلاف نظریه تولید نئوکلاسیک، جرجسکو-روگن طبیعت را به‌عنوان منبع اولیه انحصاری همه عوامل تولید معرفی می‌کند. طبق قانون اول ترمودینامیک، ماده و انرژی در اقتصاد نه ایجاد می‌شوند و نه از بین می‌روند (اصل حفاظت). طبق قانون دوم ترمودینامیک- قانون آنتروپی - آنچه در اقتصاد اتفاق می‌افتد این است که تمام ماده و انرژی از حالت‌های موجود برای اهداف انسانی به حالت‌های غیرقابل دس‌ترس برای اهداف انسانی تبدیل می‌شود (اصل تخریب). این دگرگونی فرآیندی یک‌طرفه و برگشت‌ناپذیر را تشکیل می‌دهد. در نتیجه، منابع طبیعی با ارزش (آنتروپی کم) توسط ورودی‌های اقتصاد تأمین می‌شود. منابع از طریق اقتصاد جریان می‌یابد و در طول مسیر به کالا تبدیل می‌شود. و زباله‌های بی‌ارزش و آلودگی (آنتروپی بالا) در نهایت در پایان خروجی انباشته می‌شوند. بشر در طبیعت زندگی می‌کند و ما بقایای خود را به طبیعت برمی‌گردانیم. با انجام این کار، آنتروپی سیستم ترکیبی اقتصاد طبیعت به‌طور پیوسته افزایش می‌یابد.
وجود جریان‌های منابع طبیعی در مدل تولید جرجسکو-روگن (تابع تولید) این مدل را از مدل‌های اقتصاد کلان کینزی، اقتصاد نئوکلاسیک و همچنین اقتصاد کلاسیک متمایز می‌کند. - هر چند نه در همه موارد - انواع مارکسیسم تنها در اقتصاد بوم شناختی جریان‌های منابع طبیعی به‌طور مثبت به‌عنوان یک مبنای نظری معتبر برای مدل‌سازی و تحلیل اقتصادی شناخته می‌شوند.
بعدها، مدل تولید جرجسکو-روگن اساس انتقاد او از اقتصاد نئوکلاسیک را تشکیل داد.
از دهه ۱۹۸۰، اقتصاددانان زیادی روی مدل جریان وجوه جریان جورجسو-روگن کار می‌کردند. در سال ۱۹۹۲، ماریو مورونی توسعه‌ای از مدل صندوق جریان را برای تحلیل کاربردی ارائه کرد. این مدل در برخی از مطالعات موردی در مورد صنعت نساجی، دستگاه‌های الکترونیکی برای صنعت مخابرات، صنعت کفش، و صنعت کراوات پیاده‌سازی شده‌است.

#### مبارزه اقتصادی انسان و تکامل اجتماعی بشر (اقتصاد زیستی)

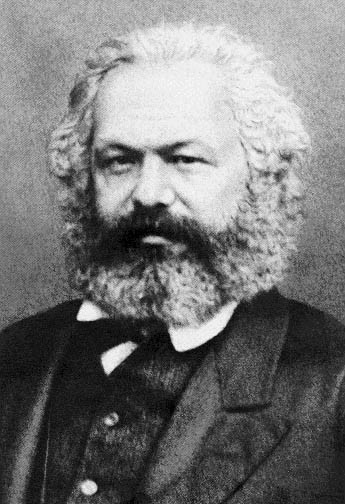
مارکس نسبت به جامعه کمونیستی آینده خوش‌بین بود. اما جرجسکو-روگن مخالفت کرد و گفت درگیری اجتماعی هرگز از بین نخواهد رفت.

جرجسکو-روگن در نظریه اجتماعی خود استدلال می‌کند که مبارزه اقتصادی انسان برای کسب و کار و معیشت، ادامه و گسترش مبارزه بیولوژیکی او برای حفظ زندگی و بقا است. این مبارزه بیولوژیکی از زمان ظهور انسان غالب بوده‌است و ماهیت مبارزه با اختراع پول به‌عنوان وسیله مبادله تغییر نکرده‌است. بر خلاف حیوانات، انسان ابزارهای برون‌تنی، یعنی ابزار و تجهیزات ساخته‌است. این سازها توسط انسان تولید می‌شوند و جزئی از بدن او نیستند. در عین حال، تولید یک کار اجتماعی است و نه فردی. این وضعیت تلاش انسان برای حفظ زندگی و بقا را به یک درگیری اجتماعی تبدیل کرده‌است که در مقایسه با حیوانات منحصربه‌فرد است. جرجسکو-روگن در تضاد دیدگاه خود با دیدگاه کارل مارکس اظهار می‌دارد:
من مانند مارکس معتقدم که تضاد اجتماعی خلقت صرف انسان بدون ریشه، در شرایط مادی انسان نیست. اما بر خلاف مارکس، من فکر می‌کنم که دقیقاً به این دلیل که چنین مبنایی تعارض دارد، نه با تصمیم انسان برای انجام آن و نه با تکامل اجتماعی بشر نمی‌توان آن را از بین برد.
جرجسکو-روگن اذعان می‌کند که وقتی انسان تلاش می‌کند توزیع دست‌رسی به منابع مادی در جامعه را به‌طور اساسی تغییر دهد، ممکن است منجر به جنگ یا انقلاب شود. اما حتی اگر جنگ‌ها و انقلاب‌ها بازتوزیع‌های موردنظر را به همراه داشته باشند، مبارزه اقتصادی انسان و درگیری اجتماعی باقی خواهد ماند. جرجسکو-روگن ادعا می‌کند که در هر نظم اجتماعی حاکمانی وجود خواهند داشت و حکم‌رانی خواهند کرد و این حکم عمدتاً ادامه مبارزه بیولوژیکی برای حفظ زندگی و بقا است. در این شرایط مادی، طبقات حاکم گذشته و حال، همواره برای دفاع از امتیازات خود و حفظ رضایت حاکمان به زور، ایدئولوژی و دست‌کاری متوسل می‌شوند. ژرژسکو-روگن اشاره می‌کند که این واقعیت تاریخی به کمونیسم ختم نمی‌شود؛ کاملاً برعکس، در دوران کمونیسم و فراتر از آن نیز ادامه دارد. سازمان‌دهی خواهد شد، در غیر این صورت با طبیعت بیولوژیکی انسان مغایر خواهد بود.
بعدها، جرجسکو-روگن اصطلاح «بیواکونومیکس» (اقتصاد زیستی) را برای توصیف دیدگاه خود مبنی بر این‌که مبارزه اقتصادی انسان ادامه مبارزه بیولوژیکی است، معرفی کرد. او در سال‌های پایانی قصد داشت کتابی با موضوع اقتصاد زیستی بنویسد، اما به‌دلیل کهولت سن نتوانست آن را به پایان برساند.

#### فشار جمعیت، فرسودگی منابع معدنی و پایان بشر
جرجسکو-روگن دیدگاه بدی نسبت به طبیعت انسان و آینده بشر دارد. از یک طرف بحث کلی او این است که گنجایش برد زمین - یعنی ظرفیت زمین برای حفظ جمعیت انسانی و سطح مصرف - با استخراج و استفاده از ذخایر محدود منابع معدنی زمین در حال کاهش است. اما از سوی دیگر، او متوجه می‌شود که مهار کردن خود، به‌طور جمعی با مبنایی دائمی و داوطلبانه به‌نفع نسل‌های آینده است اما با طبیعت بیولوژیکی ما به‌عنوان یک گونه در تضاد است. ما نمی‌توانیم به خودمان کمک کنیم. در نتیجه، اقتصاد جهانی تا سقوطی اجتناب‌ناپذیر رشد خود را ادامه خواهد داد. او پیش‌بینی می‌کند که از آن نقطه به بعد، کمبودهای روزافزون باعث بدبختی گسترده، تشدید درگیری‌های اجتماعی در سراسر جهان، و تشدید مبارزه اقتصادی انسان برای کار و کسب و معیشت خواهد شد. گونه ما یک «اسپاسم بیولوژیکی» خواهد داشت و در نهایت به پایان خود بشریت می‌پردازد، زیرا انسان قبلاً به‌طور کامل و غیرقابل برگشت به اقتصاد صنعتی برای وجود بیولوژیکی خود وابسته شده‌است. ما قرار نیست آن را بسازیم؛ ما محکوم به سقوط و نابودی هستیم. جورجسکو-روگن پیش‌بینی می‌کند:
اگر از میان خطرات فاجعه‌آمیز جهانی، سایر عللی که ممکن است زنگ مرگ گونهٔ انسان را به صدا درآورد را انتزاعی بگیریم، واضح است که منابع طبیعی عامل محدودکننده‌ای در مورد طول عمر آن گونه است… با استفاده سریع از این منابع، انسان آن قسمت از انرژی خورشیدی را که پس از مدت‌ها به زمین می‌رسد، دور می‌اندازد. و هر کاری که انسان در طول دویست سال گذشته انجام داده‌است، او را در موقعیت یک ول‌خرجی فوق‌العاده قرار می‌دهد… پی بردن به این حقایق باعث نمی‌شود انسان مایل به کم‌حوصلگی و تمایل کمتر به خواسته‌های توخالی شود. رشد جمعیت و پیشرفت فناوری شغل نوع بشر را به پایان خود نزدیک‌تر می‌کند، تنها به این دلیل که هر دو عامل باعث ایجاد یک انباشت سریع‌تر [منابع معدنی] می‌شوند… [ما] نباید شک کنیم که طبیعت انسان همان چیزی است که هست، سرنوشت نوع بشر این است که یک کار واقعاً عالی، اما کوتاه، نه طولانی و کسل‌کننده، انتخاب کند.
دیدگاه «خطر وجودی» و فجایع آخرالزمانی شدیداً بدبینانه جرجسکو-روگن در مورد فرسودگی منابع معدنی جهانی بعداً توسط رابرت آیرس مقابله کرد.

### کارهای بعد از اثر بزرگ
جرجسکو-روگن در سال‌های پس از انتشار اثر بزرگ خود در سال ۱۹۷۱ و تا زمان مرگش در سال ۱۹۹۴، تعدادی مقاله منتشر کرد که در آن بیش‌تر دیدگاه‌های خود را توسعه داد.

#### انتقاد از اقتصاد نئوکلاسیک (تقابل پایداری ضعیف و قوی)
جرجسکو-روگن با انتقاد از اقتصاد نئوکلاسیک استدلال می‌کند که نظریه تولید نئوکلاسیک وقتی اقتصاد را به‌عنوان یک سیستم مکانیکی، دایره‌ای و بسته، بدون ورودی و خروجی نشان می‌دهد، نادرست است. ارائه نادرستی مانند این، فرسودگی منابع معدنی در انتهای ورودی، و ایجاد زباله و آلودگی در انتهای خروجی را در نظر نمی‌گیرد. از نظر جرجسکو-روگن، اقتصاد به‌وسیله مدل تولید-صندوق جریان خودش به‌طور دقیق‌تر عمل می‌کند.

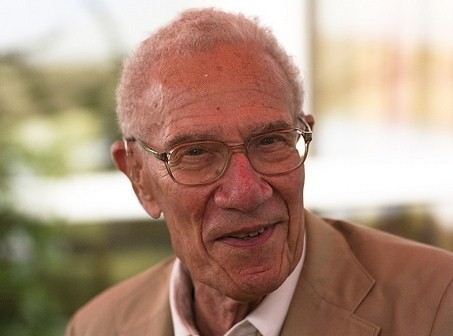
سولو یکی از نظریه‌پردازان پیش‌رو رشد در سنت نئوکلاسیک است.

به‌علاوه، جرجسکو-روگن در می‌یابد که اقتصاد نئوکلاسیک تمایل دارد مشکل نحوه تخصیص منابع معدنی پایان‌ناپذیر بین نسل‌های کنونی و آینده را نادیده بگیرد. جرجسکو-روگن اشاره می‌کند که مکانیسم‌های بازار عرضه و تقاضا به‌طور سیستماتیک قادر به حل مشکل تخصیص بین‌نسلی به شیوه‌ای درست و منصفانه نیستند، زیرا نسل‌های آینده در بازار امروز حضور ندارند و نمی‌توانند نقشی در تصمیم‌گیری داشته باشند. این ناهنجاری از مکانیسم‌های بازار است - یا شکست بازار زیست‌محیطی - توسط جرجسکو-روگن به‌عنوان «دیکتاتوری زمان حال بر آینده» توصیف شده‌است. در مورد این موضوع، اقتصاددانان برجسته و برندگان جایزه نوبل رابرت سولو و جوزف استیگلیتز، دو مخالف اصلی جرجسکو-روگن در دانشگاه در دهه ۱۹۷۰، روایت خود را از رویکرد جریان اصلی نئوکلاسیک به اقتصاد منابع تجدیدناپذیر بیان کرده‌اند: هر دو ادعا می‌کنند که در سراسر جهان، قابلیت جایگزینی سرمایه انسانی به جای سرمایه طبیعی یک امکان واقعی است. از این رو، هرگونه نگرانی در مورد تخصیص بین نسلی ذخایر معدنی باید تا حدودی کاهش یابد (به گفته سولو). یا حتی به‌کلی نادیده گرفته شده‌است (به گفته استیگلیتز).
موضع سولو و استیگلیتز (و همچنین سایر نظریه‌پردازان هم‌فکر در سنت نئوکلاسیک) بعدها توسط کری ترنر، اقتصاددان محیط زیست، «پایداری ضعیف» نامیده شد.

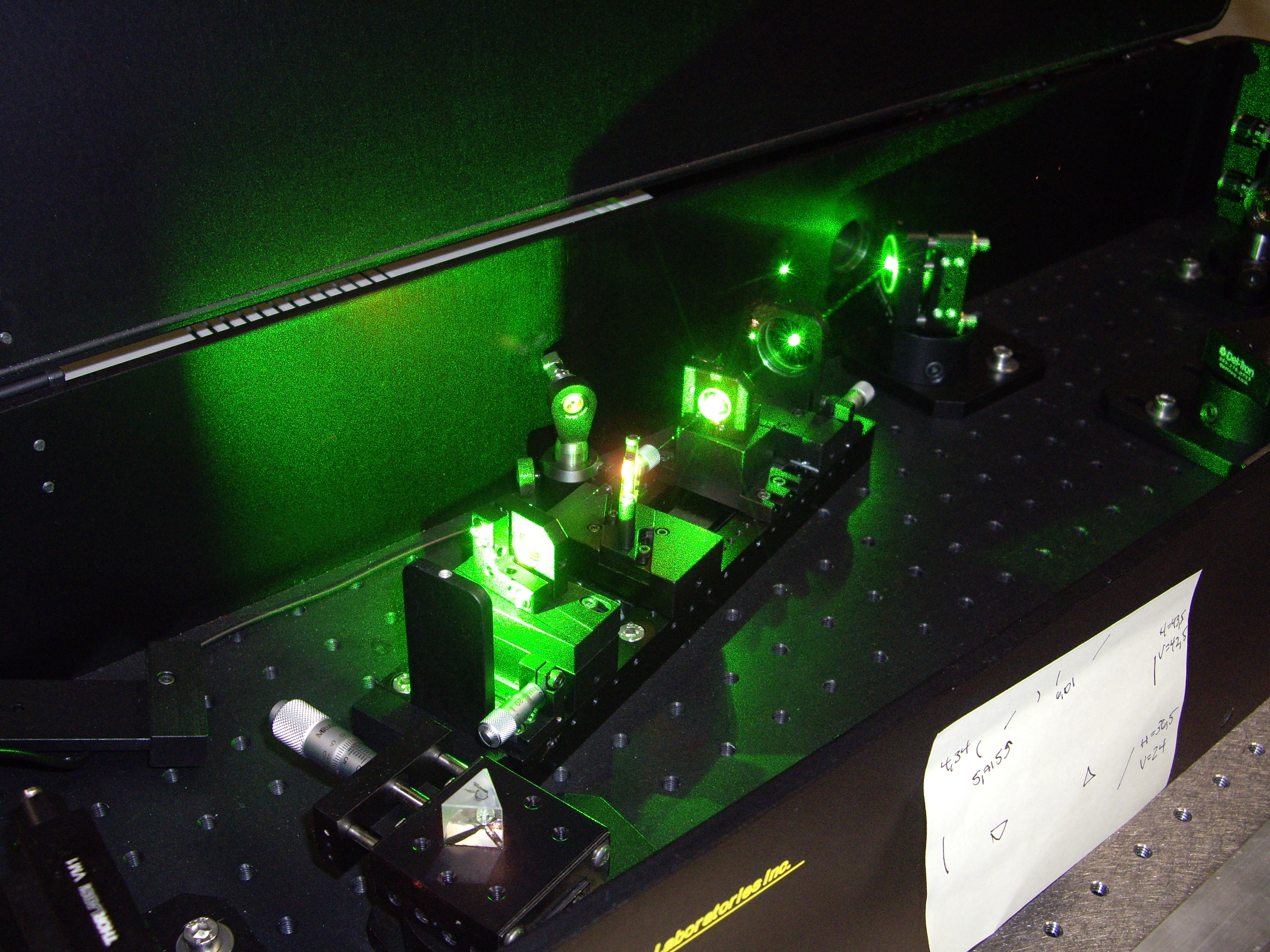
فرایند بریت-ویلر تنها نمونه شناخته‌شده فرآیندی است که در آن انرژی (فوتون‌ها) به جرم (جفت پوزیترون - الکترون) تبدیل می‌شود. اما حتی در این مورد تجربی خاص، ذرات بنیادی حاصل نمی‌توانند برای تشکیل ساختارهای اتمی با ارزش اقتصادی ترکیب شوند. فرآیندی که در آن انرژی خالص به مواد مفید تبدیل می‌شود، هنوز کشف نشده‌است.

در پاسخ به موضع سولو و استیگلیتز، جرجسکو-روگن استدلال می‌کند که اقتصاددانان نئوکلاسیک معمولاً متوجه تفاوت مهم بین منابع مادی و منابع انرژی در فرایند اقتصادی نمی‌شوند. این‌جایی است که مدل تولید او با صندوق جریان وارد عمل می‌شود. منظور جرجسکو-روگن این است که فقط منابع مادی را می‌توان به سرمایه ساخت بشر تبدیل کرد. از سوی دیگر، منابع انرژی را نمی‌توان تا این حد تبدیل کرد، زیرا از نظر فیزیکی تبدیل انرژی به ماده غیرممکن است و ماده همان چیزی است که سرمایه انسان ساخته از آن تشکیل شده‌است. در اصطلاح خود جرجسکو-روگن، انرژی ممکن است به شکل یک عامل ذخیره (ذخایر معدنی در طبیعت)، یا یک عامل جریان (منابع تغییریافته در اقتصاد) باشد. اما هرگز عامل صندوق (سرمایه ساخت انسان در اقتصاد) نیست. از این رو، جایگزینی سرمایه‌های ساخته‌شده توسط انسان به جای منابع انرژی از نظر فیزیکی غیرممکن است.
علاوه بر این، همه منابع مادی به سرمایه‌های ساخته دست بشر تبدیل نمی‌شوند. در عوض، برخی از منابع مادی مستقیماً به کالاهای مصرفی تبدیل می‌شوند که دوام محدودی دارند. در نهایت، در طول زمان، تمام سرمایه‌های ساخته‌شده توسط انسان مستهلک، فرسوده و نیاز به جایگزینی دارد. اما سرمایه‌های قدیم و جدید دست‌ساخته از ابتدا از منابع مادی ساخته شده‌اند. در مجموع، جرجسکو-روگن می‌گوید، فرایند اقتصادی در واقع فرآیندی با آنتروپی به‌طور پیوسته در حال افزایش است، و مفهوم «مکانیکی» جایگزینی همه‌جانبه رایج در اقتصاد نئوکلاسیک غیرقابل دفاع است.
برخلاف موضع نئوکلاسیک، جرجسکو-روگن استدلال می‌کند که عوامل جریان و عوامل صندوق (یعنی منابع طبیعی و سرمایه‌های ساخته‌شده توسط انسان) اساساً مکمل یکدیگر هستند، زیرا هر دو در فرایند اقتصادی برای داشتن یک اقتصاد کارآمد مورد نیاز هستند؛ بنابراین نتیجه‌گیری جرجسکو-روگن این است که تخصیص منابع معدنی تمام‌شدنی بین نسل‌های کنونی و نسل‌های آینده مشکل بزرگی است که نمی‌توان و نباید آن را نادیده گرفت: «به‌نظر می‌رسد هیچ راهی برای از بین بردن دیکتاتوری حال بر آینده وجود ندارد. اگرچه ممکن است هدف ما این باشد که آن را تا حد امکان قابل تعدیل کنیم.» پیروان و مفسران جرجسکو-روگن از آن زمان دربارهٔ عدم امکان وجودی تخصیص ذخایر محدود منابع معدنی زمین به‌طور مساوی در میان تعداد نامعلومی از نسل‌های کنونی و آینده بحث می‌کنند. این نسل احتمالاً برای ما ناشناخته می‌ماند، زیرا راهی وجود ندارد که از پیش بدانیم چه زمانی بشر با انقراض روبه‌رو خواهد شد. در واقع، هر گونه تخصیص بین‌زمانی قابل تصور سهام، ناگزیر به افت اقتصادی جهانی در برخی نقاط آینده خواهد رسید. این رویکرد به چشم‌انداز بشر در اقتصاد نئوکلاسیک وجود ندارد.
موضع جرجسکو-روگن، از جمله انتقاد او از اقتصاد نئوکلاسیک، بعدها توسط کری ترنر «پایداری قوی» نامیده شد. بعدها، طبقه‌بندی ترنر از پایداری «ضعیف» و «قوی» در اقتصاد بوم‌شناختی ادغام شد. با این حال، برخلاف استفاده گسترده از طبقه‌بندی ساده‌کننده ترنر، جرجسکو-روگن هرگز از نظر خود با عنوان «پایداری قوی» یا هر گونه دیگری از پایداری یاد نکرد.

#### انتقاد از اقتصاد پایدار دالی
هرمان دالی، اقتصاددان برجسته زیست‌محیطی و نظریه‌پرداز وضعیت پایدار، شاگرد سابق و مورد حمایت جرجسکو-روگن است. در دهه ۱۹۷۰، دالی مفهوم اقتصاد حالت پایدار را توسعه داد، که به موجب آن، اقتصاد متشکل از یک انبار ثابت ثروت فیزیکی (سرمایه ساخت بشر) و یک انبار ثابت از مردم (جمعیت) را تشکیل می‌دهد. توسط یک جریان حداقلی از منابع طبیعی (یا به قول او «خروجی») حفظ می‌شود. دالی استدلال می‌کند که این اقتصاد پایدار برای حفظ تأثیرات زیست‌محیطی انسانی در محدوده‌های بیوفیزیکی و ایجاد انصاف تخصیصی بیشتر بین نسل‌های کنونی و آینده با توجه به استفاده از منابع معدنی ضروری و مطلوب است. جرجسکو-روگن در چندین مقاله از مفهوم اقتصاد ثابت شاگردش انتقاد کرد.

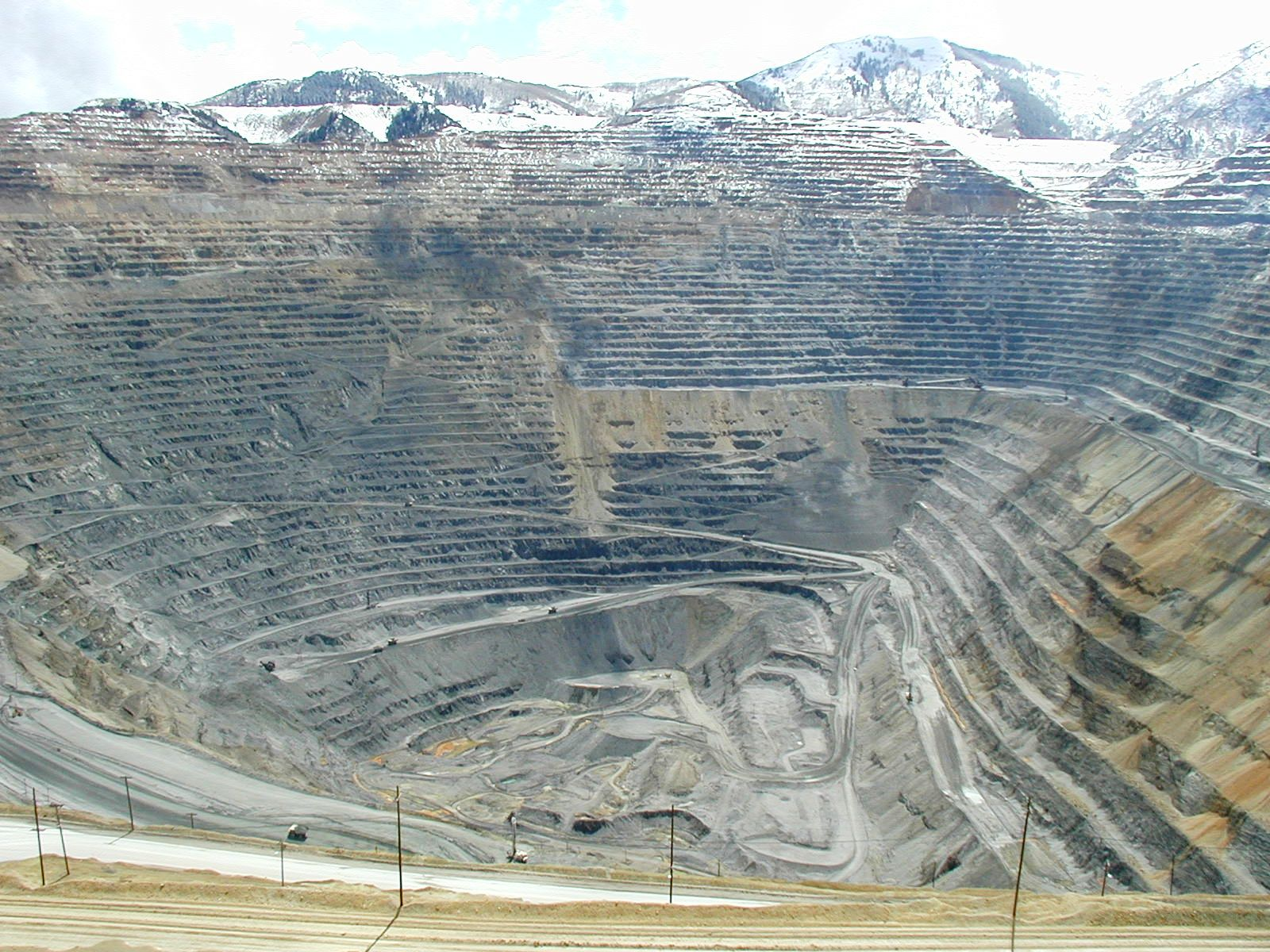
فعالیت‌های معدنی در معرض کاهش بازده هستند.

جرجسکو-روگن استدلال می‌کند که اقتصاد پایدار دالی هیچ رستگاری زیست‌محیطی برای نوع بشر فراهم نخواهد کرد، به‌ویژه در درازمدت. با توجه به این واقعیت زمین‌شناسی که کانه‌های معدنی به‌طور بسیار ناهمواری در پوسته زمین انباشته و متمرکز شده‌اند، اکتشاف و استخراج منابع معدنی دیر یا زود با اصل کاهش بازدهی مواجه خواهد شد، که به موجب آن فعالیت‌های استخراج به سمتی سوق داده می‌شود که سایت‌ها و عیارهای پایین‌تری از سنگ معدن در دسترس خواهد بود؛ بنابراین در طول زمان هزینه‌های استخراج و قیمت بازار برای مقدار فزاینده منابع افزایش خواهد یافت. در نهایت، تمام مواد معدنی تمام می‌شوند، اما فرسودگی اقتصادی مدت‌ها قبل از این‌که فرسودگی فیزیکی پشتوانه نهایی را برای فعالیت‌های بیشتر فراهم کند، خود را نشان می‌دهد: هنوز ذخایری از منابع در پوسته باقی خواهند ماند، اما غلظت زمین‌شناسی این ذخایر کم خواهد بود. از این رو، ادامه استخراج بی‌نتیجه خواهد بود و بازار این منابع از بین خواهد رفت. این پویایی بلندمدت خود را از طریق هر سیستم اقتصادی، صرف نظر از موقعیت جغرافیایی سیستم، اندازه و وضعیت توسعه آن (اعم از یک حالت مترقی، ثابت یا رو به زوال) به‌کار خواهد گرفت. جرجسکو-روگن خاطرنشان می‌کند که در واقع، استدلال‌هایی که دالی در حمایت از اقتصاد وضعیت پایدار خود ارائه می‌کند، با قدرت بیشتری در حمایت از اقتصاد در حال نزول به‌کار می‌رود. تا جایی که ممکن است در آینده، «رشد اقتصادی صفر مطلوب‌تر از رشد منفی است» درست به‌نظر برسد. جرجسکو-روگن همچنین از دالی انتقاد می‌کند که مشخص نکرده‌است سرمایه‌های ساخته‌شده توسط انسان و جمعیت انسانی در چه سطوحی باید در حالت ثابت نگه داشته شوند.
جرجسکو-روگن به‌جای اقتصاد ثابت دالی، به اصطلاح «برنامه زیست‌اقتصادی حداقلی» خود را پیشنهاد کرد، که شامل محدودیت‌های کمی حتی کم‌تر از آن‌هایی بود که دالی پیشنهاد کرد.
هرمان دالی قضاوت معلم خود را در این زمینه پذیرفته‌است: برای جبران اصل بازده نزولی در استخراج منابع معدنی، به تدریج باید سهم بیش‌تری از سرمایه و نیروی کار به اقتصاد منتقل شود. در نتیجه ساختار اولیه هر سیستم حالت پایدار را منحرف می‌کند. مهم‌تر از آن این است که اقتصاد پایدار تنها در به تعویق انداختن و نه جلوگیری از فرسودگی منابع معدنی اجتناب‌ناپذیر، عمل می‌کند. دالی در پاسخ به انتقاد جرجسکو-روگن می‌گوید: «یک اقتصاد با وضعیت ثابت نمی‌تواند برای همیشه دوام بیاورد، اما نه یک اقتصاد در حال رشد، نه یک اقتصاد رو به زوال». دالی استدلال کلی جرجسکو-روگن را تأیید می‌کند که گنجایش برد زمین در حال کاهش است، زیرا بشر در حال استخراج ذخایر معدنی است.
به همین ترتیب، علاوه بر جرجسکو-روگن و دالی، چندین اقتصاددان دیگر در این زمینه توافق کرده‌اند که اقتصاد با وضعیت ثابت به خودی خود راه‌حل بلندمدتی برای «مشکل آنتروپی» پیش روی بشر نیست.

#### ارزیابی‌های فناوری از منظر تاریخی
جرجسکو-روگن در ارزیابی‌های فناوری خود، اصول ترمودینامیکی را در زمینه تاریخی گسترده‌تر، از جمله آینده بشریت، به‌کار می‌برد.
بر اساس اصطلاحات جرجسکو-روگن، یک فناوری تنها زمانی «قابل دوام» است که بتواند انرژی مازادی به اندازه کافی برای حفظ عمل‌کرد خود، به اضافه مقداری انرژی اضافی که برای استفاده‌های دیگر باقی مانده‌است، بازگرداند. اگر این معیار برآورده نشود، فناوری مورد نظر فقط «امکان‌پذیر» است (اگر اصلاً قابل اجرا باشد)، اما «قابل اجرا» نیست. هر دو فن‌آوری قابل دوام و امکان‌پذیر برای عملی شدن خود به جریان ثابت منابع طبیعی بستگی دارند.

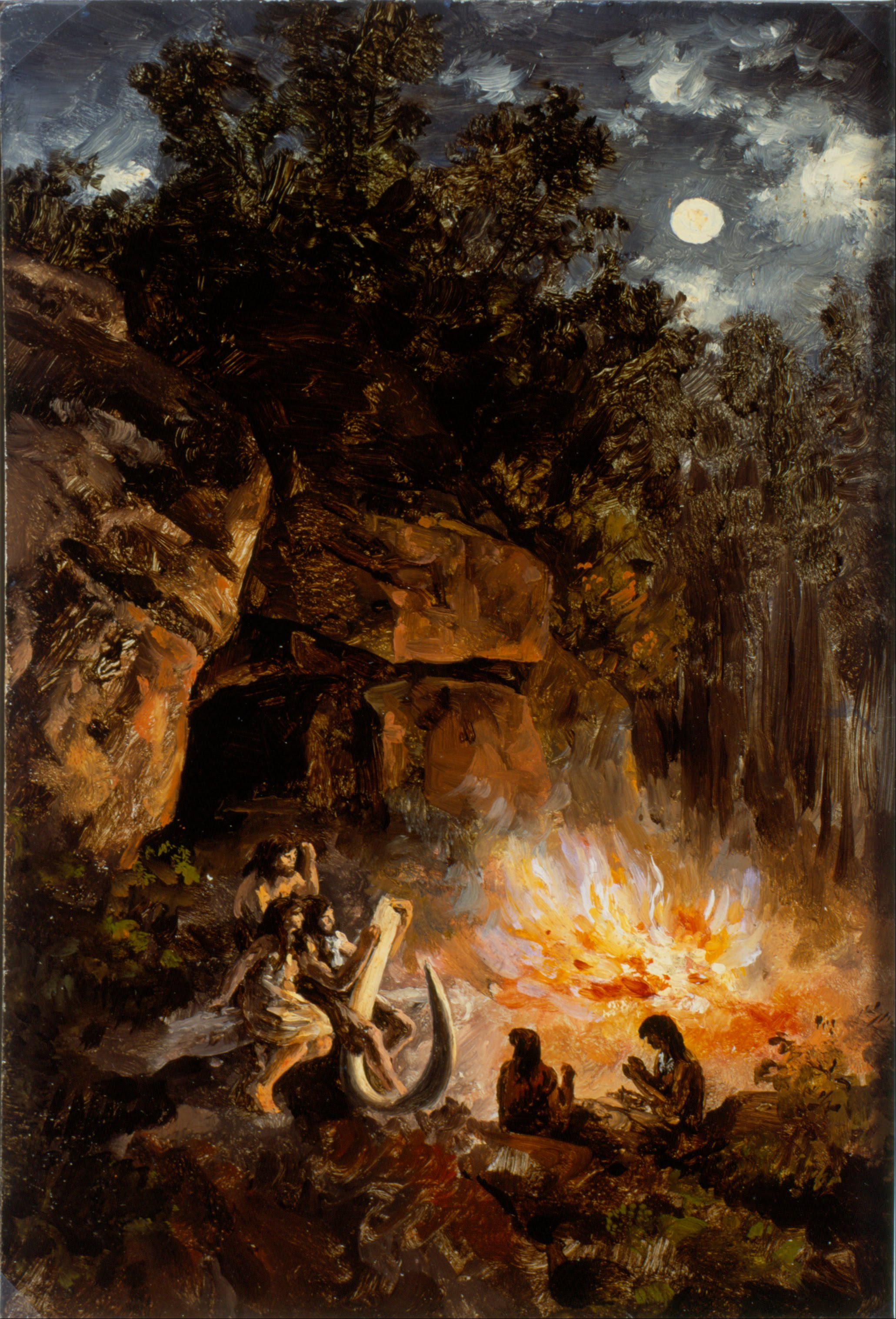
پرومتئوس (اول): تسلط بر آتش در عصر پارینه سنگی.

جرجسکو-روگن استدلال می‌کند که اولین فن‌آوری قابل دوام در تاریخ بشر آتش بود. با مهار آتش، انسان می‌توانست همه جنگل‌ها را بسوزاند. همچنین امکان پخت غذا و به‌دست آوردن گرما و محافظت از خود وجود داشت. جرجسکو-روگن با الهام از اسطوره یونان باستان پرومتئوس، تیتانی که آتش را از خدایان دزدید و به انسان داد، آتش را «نخستین ره‌آورد پرومتئوس» می‌داند. به گفته جرجسکو-روگن، ره‌آورد مهم بعدی پرومتئوس از همان نوع اول، دامپروری، تغذیه از علف و سایر زیست توده‌ها (مانند آتش) بود.

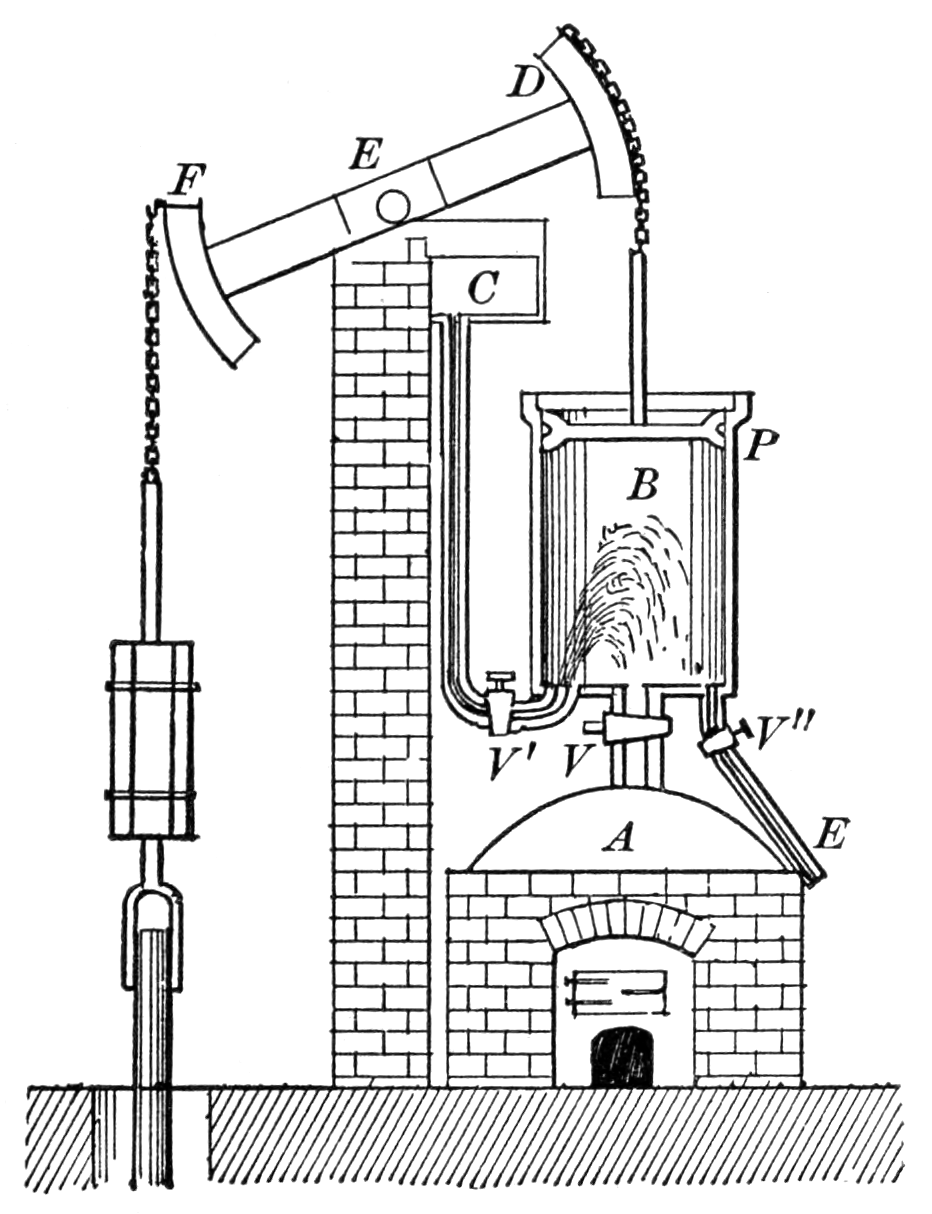
پرومتئوس (دوم): موتور بخار انقلاب صنعتی.

بسیار دیرتر در تاریخ بشر، ماشین بخار به‌عنوان ره‌آورد مهم پرومتئوسی از نوع دوم، و تغذیه از زغال سنگ به‌وجود آمد. اختراع موتور بخار تخلیه آب‌های زیرزمینی را که به چاه‌های معدن سرازیر می‌شوند امکان‌پذیر ساخت و سپس زغال‌سنگ استخراج‌شده می‌توانست به‌عنوان سوخت برای موتورهای بخار دیگر مورد استفاده قرار گیرد. این فناوری انقلاب صنعتی در بریتانیا را در نیمه دوم قرن هجدهم به پیش برد و به موجب آن اقتصاد انسان با توجه به ذخایر معدنی زمین در مسیری طولانی و غیرقابل بازگشت سوق داده شده‌است. جرجسکو-روگن موتور احتراق داخلی و راکتور شکافت هسته‌ای را به‌عنوان نمونه‌های بعدی دیگر از ره‌آوردهای پرومتئوسی از نوع دوم، یعنی موتورهای حرارتی که از سوخت معدنی تغذیه می‌کنند (به ترتیب نفت و اورانیوم (به اضافه توریم)) فهرست می‌کند.

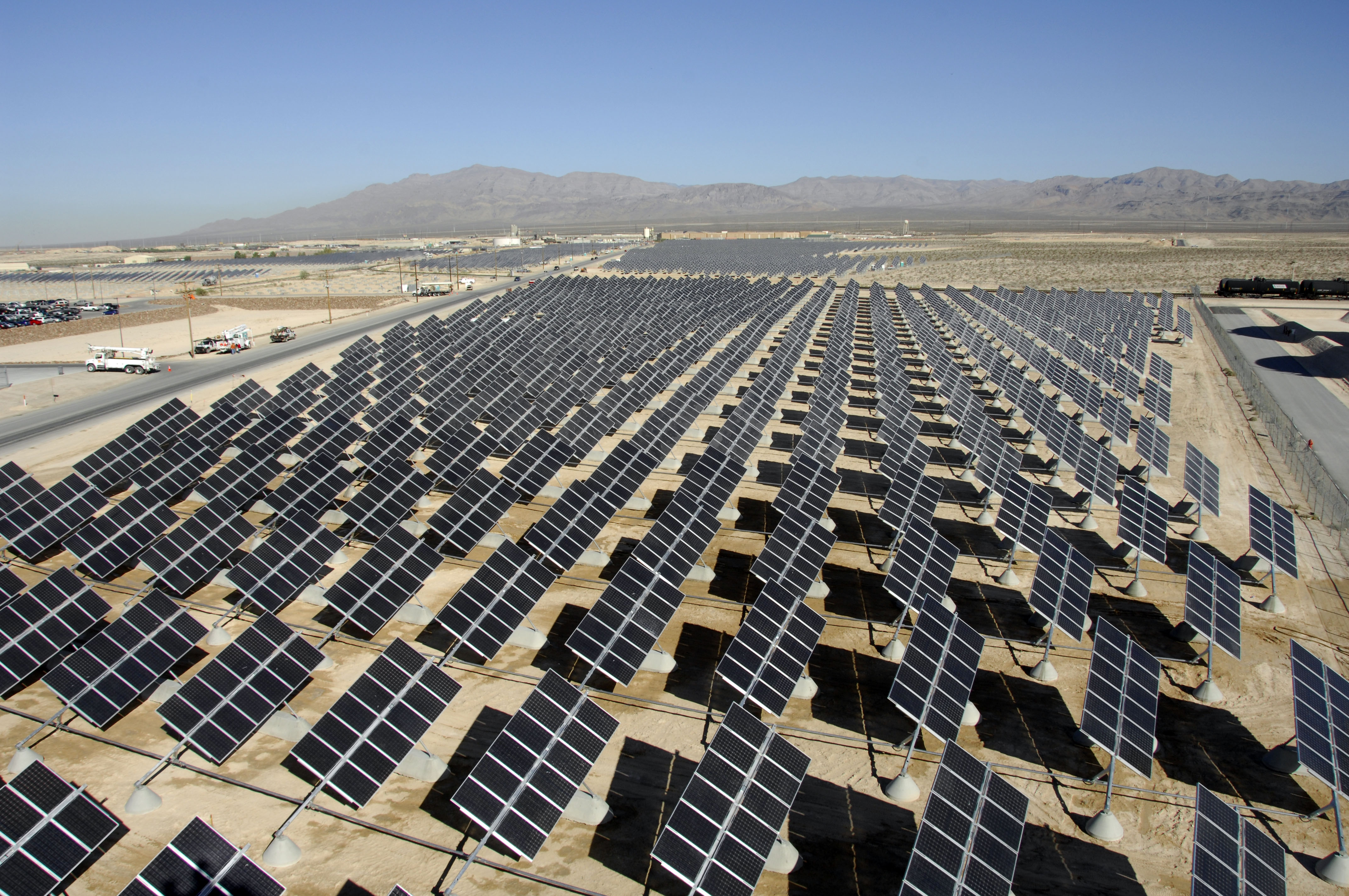
پرومتئوس (سوم): کلکتورهای خورشیدی که خروجی انرژی را بازمی‌گرداند. جرجسکو-روگن معتقد بود که هیچ فناوری از این نوع هنوز در جهان در زمان او وجود نداشت.

جرجسکو-روگن با ره‌آورد پرومتئوسی از نوع سوم، کلکتور خورشیدی را توصیف می‌کند که یک انرژی خالص خروجی به اندازه‌ای خیلی بزرگ، برای تأمین تمام انرژی ورودی مورد نیاز برای تولید یک کلکتور خورشیدی دیگر و از همان نوع را تولید می‌کند. در نتیجه یک تولید مثل سریالی از انرژی خورشیدی، این واقعیت که کلکتورهای خورشیدی از انواع مختلف بیش از یک قرن بدون ایجاد پیشرفتی در بهره‌وری انرژی، در مقیاس قابل توجهی کار می‌کردند. جرجسکو-روگن به این نتیجه رسید که در زمان او هنوز هیچ ره‌آورد پرومته‌ای مانند آن در جهان وجود ندارد. تنها ره‌آورد کلکتورهای خورشیدی در دسترس بود، که او آن را «انگل» می‌نامید، زیرا مانند هر انگل دیگری با توجه به ورودی‌های زمینی انرژی، برای ساخت و بهره‌برداری آن‌ها عمل می‌کرد. این ره‌آورد نمی‌تواند بدون میزبان خود زنده بماند («میزبان» منبع ورودی‌های زمینی است). جرجسکو-روگن معتقد بود که برای این‌که یک اقتصاد مانند انرژی خورشیدی در سراسر جهان خودنگه‌دار انرژی باشد، هنوز به شیوه پرومتئوسی اختراع نشده‌است. بعدها، برخی از محققان استدلال کردند که کارایی کلکتورهای خورشیدی از زمانی که جورجسکو-روگن این ارزیابی‌ها را انجام داد، به‌طور قابل‌توجهی افزایش یافته‌است.
جرجسکو-روگن همچنین خاطرنشان می‌کند که صرف‌نظر از کارایی هر نوع خاص از کلکتورهای خورشیدی، اشکال عمده انرژی خورشیدی به خودی خود در مقایسه با سوخت‌های فسیلی و اورانیوم (و توریم) خاصیت پراکنده و کم‌شدت تابش خورشیدی است. از این رو، تجهیزات مادی زیادی به‌عنوان ورودی در سطح زمین برای جمع‌آوری، تمرکز و ذخیره یا تبدیل تابش در مقیاس صنعتی مورد نیاز است. جورجسکو-روگن معتقد است که این تجهیزات مادی ضروری به عملیات «انگلی» انرژی خورشیدی می‌افزاید.

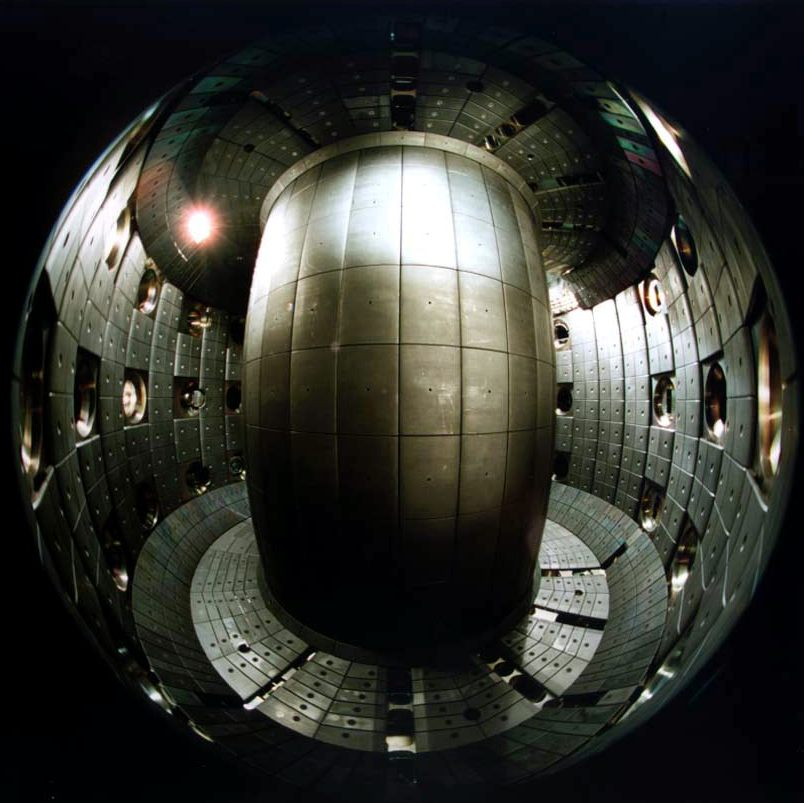
در دهه ۱۹۹۰، فناوری قدرت هم‌جوشی در حال ساخت بود. تحقیق و توسعه آن امروز ادامه دارد…

جرجسکو-روگن با ارزیابی توان هم‌جوشی به‌عنوان یک منبع احتمالی انرژی در آینده، این عقیده را مطرح کرد که در رابطه با همجوشی محصورسازی مغناطیسی، هیچ راکتوری ساخته نخواهد شد که به آن اندازه بزرگ باشد که بتواند فشار حرارتی شدید حاصل از همجوشی دوتریوم/تریتیوم پلاسمایی را تحمل کند.: ۱۹۶ او یکی دیگر از فناوری‌های بزرگ انرژی همجوشی را که در زمان او مورد تحقیق قرار گرفته بود، ارزیابی نکرد- و هنوز در حال تحقیق است – یعنی همجوشی محصورسازی اینرسی.

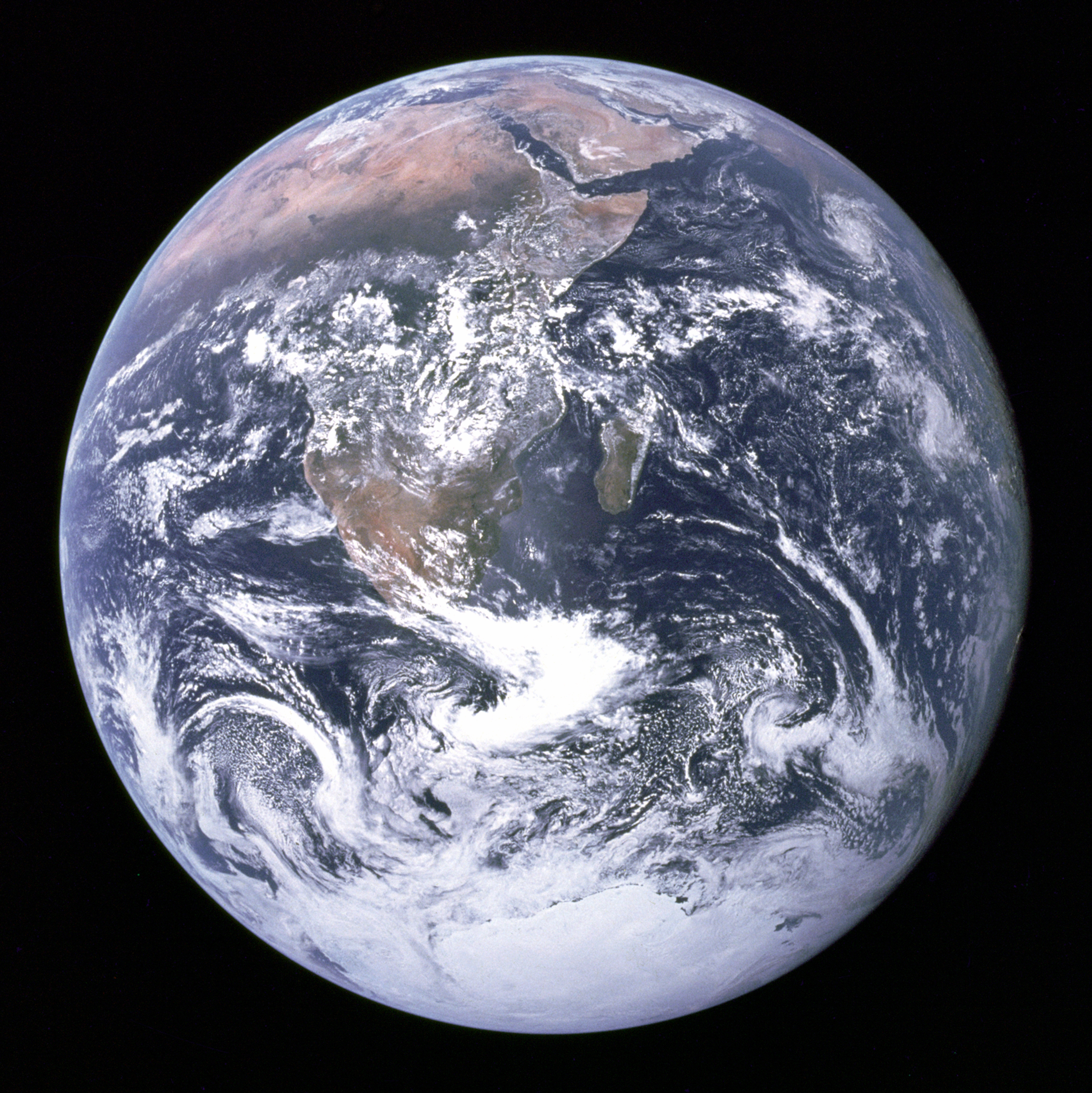
آیا بشر برای همیشه در زمین محصور خواهد ماند؟...

همه این ارزیابی‌های فناوری فقط مربوط به منابع انرژی است و نه با منابع مادی. جرجسکو-روگن بر این نکته تأکید کرد که حتی با وجود تکثیر کلکتورهای خورشیدی در سراسر کره زمین، یا ظهور نیروی هم‌جوشی یا هر دو، هر اقتصاد صنعتی هم‌چنان به جریان ثابت منابع مادی استخراج‌شده از پوسته زمین به ویژه فلزات وابستگی دارد. او مکرراً استدلال کرد که در آینده (دور) کمبود منابع مادی زمینی و نه منابع انرژی است که الزام‌آورترین محدودیت را بر اقتصاد انسان روی زمین تحمیل خواهد کرد. جرجسکو-روگن از آن‌جایی که هیچ دیدگاهی دربارهٔ فضا نداشت، در ارزیابی این فناوری نوظهور و در مورد استخراج سیارکی یا هر نوع شناخته شده دیگری مانند مستعمره‌سازی فضایی به‌عنوان پتانسیل‌هایی برای جبران انرژی در آینده که بشر با آن مواجه است، مطلبی نگفت: او متقاعد شده بود که در کل طول عمر، گونه ما برای تمام اهداف عملی تنها در زمین محصور خواهد ماند.

## جنجال‌ها

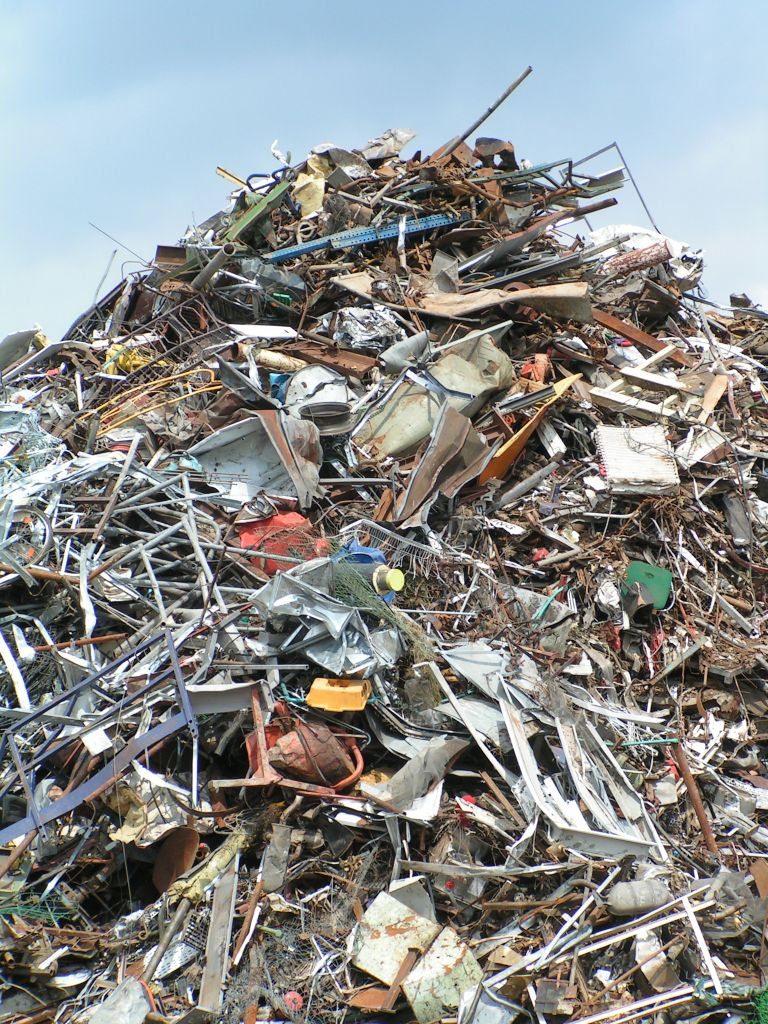
قانون آنتروپی در مورد منابع مادی اعمال نمی‌شود.

کار جرجسکو-روگن تا حدودی به‌دلیل اشتباهات ناشی از درک ناکافی او ازترمودینامیک لکه‌دار شد. جرجسکو-روگن در حین کار بر روی قانون آنتروپی و فرایند اقتصادی این درک را داشت که قانون آنتروپی هم برای منابع انرژی و هم برای منابع مادی به‌خوبی اعمال می‌شود، و بسیاری از استدلال‌هایش در این کار بر این درک استوار است. اما برای جرجسکو-روگن، این درک درست بود- و هنوز هم هست- نادرست: در ترمودینامیک درست، قانون آنتروپی در مورد انرژی صدق می‌کند، اما در مورد مواد در مقیاس ماکروسکوپی (یعنی نه برای منابع مادی) اعمال می‌شود.  بعداً، زمانی که جرجسکو-روگن به اشتباه خود پی برد، واکنش او از چندین مرحله تفکر و پالایش گذشت و در نهایت منجر به تدوین قانون فیزیکی جدید، یعنی قانون چهارم ترمودینامیک شد. این قانون چهارم می‌گوید که بازیافت کامل مواد غیرممکن است. هدف قانون چهارم پیشنهادی جرجسکو-روگن اثبات ادعای اولیه او بود مبنی بر این‌که نه تنها منابع انرژی، بلکه منابع مادی نیز در معرض تخریب فیزیکی عمومی و غیرقابل برگشت قرار دارند و این زمانی است که در فعالیت‌های اقتصادی مورد استفاده قرار گیرند. علاوه بر این، او اصطلاح «آنتروپی مادی» را برای توصیف این تخریب فیزیکی منابع مادی معرفی کرد.

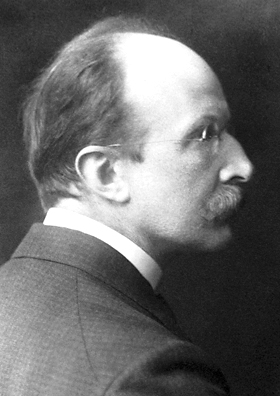
پلانک در برخی از کارهای خود از مفهوم «اتلاف ماده» استفاده کرده بود.

خود جرجسکو-روگن در مورد این راه حل آزمایشی اطمینان نداشت. او از این که سوءتعبیر کرده بود، خجالت می‌کشید و در نتیجه، اعمال صحیح قانون فیزیکی را که بخشی از عنوان کار بزرگ او را تشکیل می‌داد، بیش از حد طولانی کرد. او پذیرفت که به‌عنوان یک تازه‌کار جسور وارد علم ترمودینامیک شده‌است. او که به بین‌رشته‌ای بودن این کار آگاه بود، نگران بود که فیزیک‌دانان تمام کارهای او را به عنوان کاری آماتوری رد کنند. این مخمصه تا آخر عمر او را آزار می‌داد. جرجسکو-روگن در آخرین مقاله منتشرشده خود در مورد این موضوع قبل از مرگش، عقیده خود را به یاد آورد، زمانی که قبلاً با مفهوم «پراکندگی ماده» که توسط فیزیک‌دان آلمانی و برنده جایزه نوبل ماکس پلانک برای توضیح وجود غیرقابل برگشت استفاده شده بود، برخورد کرد. فرآیندهای فیزیکی که در آن هیچ تبدیل هم‌زمان انرژی صورت نمی‌گرفت. جرجسکو-روگن در این باور تسلی یافت که مفهوم «اتلاف ماده» که توسط فیزیک‌دانی با مقام پلانک استفاده می‌شود، قانون چهارم او و مفهوم آنتروپی مادی را به‌طور قاطع اثبات می‌کند.
فرمول‌بندی قانون چهارم ترمودینامیک توسط جرجسکو-روگن و مفهوم آنتروپی مواد به‌زودی باعث ایجاد بحث‌هایی شد که هم فیزیک‌دانان و هم اقتصاددانان بوم‌شناسی را درگیر کردند.
یک فصل کامل در مورد اقتصاد جرجسکو-روگن این بحث را مرور می‌کند و به‌طور تأییدی در یک کتاب درسی فیزیک ابتدایی در مورد پیشینه ترمودینامیک گنجانده شده‌است، و جزئیات (اشتباهات جورجسکو-روگن) در مورد قانون چهارم و آنتروپی مواد در آن‌جا حذف شده‌است.

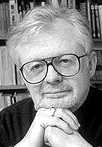
آیرس با بدبینی جرجسکو-روگن مقابله کرد و به نفع «اقتصاد سفینه‌ای» استدلال کرد.

رابرت آیرس با الگوبرداری از یک سیستم اقتصادی احتمالی آینده برای بشر، با موضع جرجسکو-روگن در مورد عدم امکان بازیافت کامل و دائمی منابع مادی مقابله کرده‌است. به عقیده آیرس، می‌توان آنچه را که او به‌عنوان «اقتصاد سفینه‌ای» بر روی زمین تعریف می‌کند، به‌صورت پایدار و دائمی توسعه داد، مشروط بر این‌که جریان کافی انرژی برای پشتیبانی از آن در دسترس باشد (مثلاً با عرضه کافی انرژی خورشیدی). در این اقتصاد فضایی، تمام مواد زائد به‌طور موقت دور ریخته می‌شوند و در مخازن غیرفعال ذخیره می‌شوند. - یا آنچه او «سبدهای زباله» می‌نامد - قبل از بازیافت و بازگشت به استفاده فعال در سیستم اقتصادی در زمان بعدی. لازم نیست یا حتی ممکن نیست که بازیافت مواد، جریان جداگانه و پیوسته خود را تشکیل دهد تا مورد استفاده قرار گیرد. - فقط سبدهای زباله موردنظر باید به اندازه کافی بزرگ باشند تا نرخ و کارایی تلاش بازیافت را جبران کنند. در واقع، بازیافت کامل و همیشگی منابع مادی در اقتصاد سفینه‌ای آینده از این نوع مشخص‌شده امکان‌پذیر خواهد بود و در نتیجه قانون چهارم ترمودینامیک پیشنهادی جورجسکو-روگن را منسوخ می‌کند.
در اقتصاد بوم‌شناختی، مشارکت آیرس در برابر قانون چهارم پیشنهادی جرجسکو-روگن، از آن زمان به‌عنوان نمونه دیگری از به اصطلاح «دگم انرژی» توصیف شد: پیش از این، جرجسکو-روگن برچسب «دگم پرانرژی» را به نظریه‌پردازان مختلفی که بر این عقیده بودند که تنها منابع انرژی، و نه منابع مادی، عامل محدودکننده در تمام فعالیت‌های اقتصادی هستند، چسبانده بود.  به‌نظر می‌رسد آیرس مرد عجیبی در این موضوع باشد: وضعیت علمی و اعتبار قانون چهارم جرجسکو-روگن هرچه باشد، چندین اقتصاددان دیگر در این زمینه به جز جرجسکو-روگن امکان عملی این موضوع را انکار می‌کنند. داشتن بازیافت کامل و همیشگی تمام منابع مادی در هر نوع سیستم اقتصادی، صرف‌نظر از میزان انرژی، زمان و اطلاعاتی که باید به تلاش بازیافت اختصاص داده شود.

## جوایز و پاداش‌ها

### جایزه جورجسکو-روگن
از سال ۱۹۸۷، هر سال جایزه جرجسکو-روگن توسط انجمن اقتصادی جنوب برای بهترین مقاله دانشگاهی منتشرشده در مجله اقتصادی جنوب اعطا می‌شود.

### جوایز سالانه جرجسکو-روگن
در سال ۲۰۱۲، دو جایزه به افتخار زندگی و کار جرجسکو-روگن توسط مؤسسه انرژی و منابع در دهلی نو، هند تأسیس شد: جوایز سالانه جورجسکو-روگن. جوایز به‌طور رسمی در صد و ششمین سالگرد تولد جرجسکو-روگن اعلام شد. جوایز دارای دو دسته هستند: جایزه برای «تفکر غیر متعارف (unconventional thinking)» برای کار علمی در دانشگاه و جایزه «عمل زیست اقتصادی (bioeconomic practice)» برای ابتکارات در سیاست، تجارت و سازمان‌های مردم‌نهاد ارائه می‌شود.
کوزو مایومی، اقتصاددان زیست‌محیطی ژاپنی، شاگرد جرجسکو-روگن از سال ۱۹۸۴ تا ۱۹۸۸، اولین کسی بود که این جایزه را در رده «تفکر غیر متعارف» دریافت کرد. مایومی برای کارش در زمینه تحلیل انرژی و نظریه سلسله مراتب جایزه دریافت کرد.

## یادداشت
1. ↑  ترجمه اصطلاح فرانسوی «décroissance» در طول زمان تکامل یافته‌است.
2. ↑  برخی از محققان مارکسیست تلاش‌های جسورانه‌ای برای ادغام مارکسیسم و بوم‌شناسی انجام داده‌اند.
3. ↑  منتخبی از این مقالات توسط نظریه‌پرداز رشد کاهشی ایتالیایی مائورو بونائوتی، ویرایش و بازنشر شده‌است که مقدمه و پس‌گفتار را نیز ارائه می‌کند.
4. ↑  اگرچه قانون آنتروپی برای مواد در مقیاس ماکروسکوپی اعمال نمی‌شود، اما بر اساس نظریه جنبشی در مورد ماده میکروسکوپی اعمال می‌شود.
5. ↑  قانون سوم ترمودینامیک بیان می‌کند که آنتروپی یک سیستم با نزدیک شدن دما به صفر به یک مقدار ثابت نزدیک می‌شود. این قانون مدت‌ها بود که از قوانین ترمودینامیک بو تا زمانی که جرجسکو-روگن به اشتباه خود در مورد قانون دوم (آنتروپی) پی برد. از این رو، جرجسکو-روگن تصمیم گرفت قانون جدید خود را به‌عنوان چهارمین قانون در ردیف برشمرد، اگرچه در این مرحله روابط متقابل اونساگر قبلاً به این ترتیب برشمرده شده بود.
6. ↑  موضوع «ترمودینامیک» خود در نیمه دوم قرن نوزدهم آغاز شد.

## برای مطالعه بیش‌تر
- تنگ, آنتونی ام.;  et al., eds. (۱۹۷۶). تکامل، رفاه و زمان در اقتصاد: مقالاتی به افتخار نیکلاس جورجسکو-روگن. لکسینگتون، ماساچوست: کتاب لکسینگتون.
- دراگان, جوزف سی.; دمترسکو, میهای سی.;  et al., eds. (۱۹۹۳). آنتروپی و اقتصاد زیستی. میلان: انتشارات ناگارد.
- دالی, هرمان ای., ed. (۱۹۹۷). "مشارکت نیکلاس جورجسکو-روگن". اکولوجیکال اکونومیکز. ۲۲ (۳). (موضوع ویژه)
- برد, تی. راندولف; لوزادا, گابریل (۱۹۹۹). اقتصاد، آنتروپی و محیط زیست: اقتصاد نیکلاس جورجسکو-روگن. چلتنهام: ادوارد الگار. ISBN 978-1-84064-122-6.
- مایومی, کوزو; گودی, جان ام., eds. (۱۹۹۹). اقتصاد زیستی و پایداری: مقالاتی به افتخار نیکلاس جورجسکو-روگن. چلتنهام: ادوارد الگار. ISBN 978-1-85898-667-8.
- بانیوتی, مائورو, ed. (۲۰۱۱). از اقتصاد زیستی تا رشد مجدد: «اقتصاد نوین» جرجسکو-روگن در هشت مقاله. لندن: راتلج. ISBN 978-0-203-83041-3.